# Robert Smirke
Robert Smirke (Londres, 1 de octubre de 1780-18 de abril de 1867) fue un destacado arquitecto inglés de la primera mitad del siglo XIX, uno de los líderes de la arquitectura neogriega, aunque también utilizó otros estilos arquitectónicos. Como arquitecto de la Office of Works diseñó varios de los edificios públicos más importantes de su época, incluyendo el cuerpo principal y la fachada del Museo Británico, su mejor obra y por la que es recordado. Fue un pionero en el uso de cimentaciones de hormigón.

## Años de formación

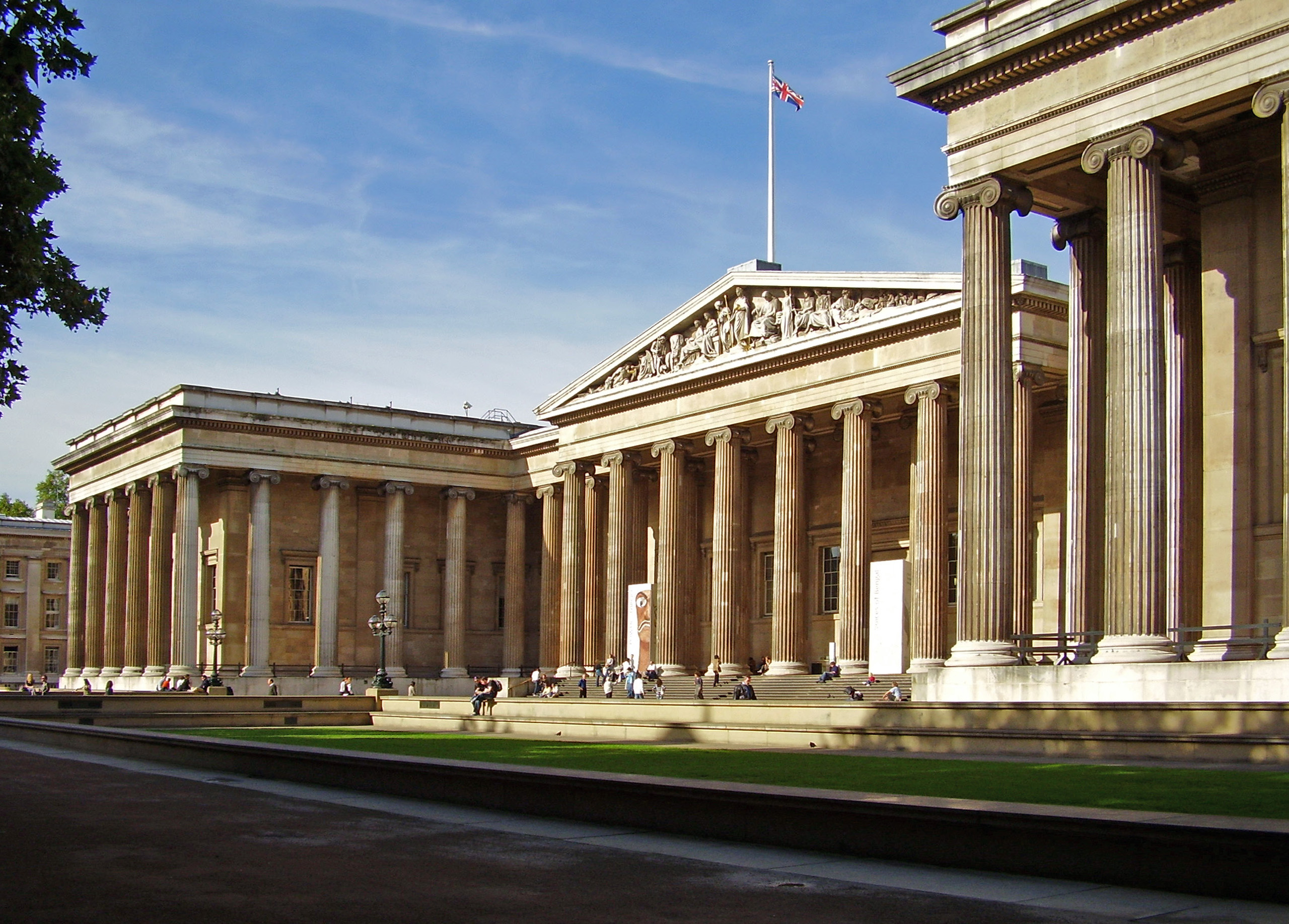
El cuerpo principal y la fachada del British Museum fueron diseñados por Robert Smirke.

Smirke nació en Londres el 1 de octubre de 1780, segundo hijo de los doce que tuvo el retratista Robert Smirke.: 73  Asistió a la Escuela Aspley, Aspley Guise, Bedfordshire,: 74  donde estudió latín, griego, francés y dibujo, y fue delegado a la edad de 15 años. En mayo de 1796 comenzó su estudio de la arquitectura como pupilo de John Soane, pero lo dejó sólo unos pocos meses después, a principios de 1797, debido a un choque de personalidades con su maestro.: 137–138  Como escribió a su padre:

Él (Soane) fue el lunes por la mañana, con ánimo amable. Todo lo que estaba haciendo estaba descuidado. Mi dibujo era descuidado porque era demasiado grande de escala, mi escala, también por ser demasiado largo, y terminó diciendo que todo era demasiado descuidado, y que debería dibujarlo de nuevo en la parte posterior para no desperdiciar otra hoja con ello.
He (Soane) was on Monday morning in one of his amiable Tempers. Everything was slovenly that I was doing. My drawing was slovenly because it was too great a scale, my scale, also, being too long, and he finished saying the whole of it was excessively slovenly, and that I should draw it out again on the back not to waste another sheet about it.
Dorothy Stroud, Sir John Soane Architect (1984): 65 

En 1796 también comenzó sus estudios en la Royal Academy ganando la Medalla de Plata ese año, y ganando también el mismo año la Paleta de Plata de la Real Sociedad para el fomento de las Artes, Manufacturas y Comercio (Royal Society for the encouragement of Arts, Manufactures & Commerce). Se le concedió la Medalla de Oro de la Real Academia en 1799 por su diseño para un National Museum.: 74  Después de dejar a Soane, para su formación en arquitectura, dependió de George Dance the Younger y de un inspector (surveyor) llamado Thomas Bush. En 1801, acompañado por su hermano mayor, Richard se embarcó en el Grand Tour, el viaje de formación que duraría hasta 1805. Su itinerario puede ser seguido por la serie de cartas que escribió: Bruselas, París (donde se hicieron pasar por estadounidenses ya que Gran Bretaña estaba en guerra con Francia en ese momento), Berlín, Potsdam, Praga, Dresde y Viena. Luego visitó Italia —Florencia, Venecia, Padua, Génova, Vicenza, Roma, Nápoles y Sicilia— y después pasó a Grecia, viendo Corintio, Atenas, Delfos, Tebas y Olimpia. Desde Atenas escribió a su padre:

¡Cómo puedo describiendo darte una idea del gran placer que experimenté a la vista de estos edificios antiguos de Atenas! ¡Con qué firmeza se nos ejemplifica en ellos la grandeza y el efecto de la simplicidad en arquitectura! El templo de Thesus [templo de Hefesto]... no puede detener la atención de todos desde su adecuada y dignificada solemnidad de apariencia. El templo de Minerva [Partenón]... golpea de la misma manera con su grandeza y majestad. Nos quedamos un mes allí. La impresión causada en mi mente... no estaba en ese momento debilitada en lo más mínimo por la repetida frecuencia y podía placeramente pasar mucho más tiempo allí, mientras que los de Roma (con pocas excepciones) no sólo pronto aumentaroron en cierto modo el desinterés, sino que ahora han caido totalmente en el desconocimiento y menosprecio en mi mente. Todo lo que podía hacer en Atenas era hacer algunas vistas de ellos... con la esperanza de que me van a servir como un memorando de lo que yo creo que siempre debe ser un modelo
How can I by description give you any idea of the great pleasure I enjoyed in the sight of these ancient buildings of Athens! How strongly were exemplified in them the grandeur and effect of simplicity in architecture! The Temple of Thesus... cannot but arrest the attention of everyone from its appropriate and dignified solemnity of appearance. The temple of Minerva... strikes one in the same way with its grandeur and majesty. We were a month there. The impression made upon my mind... had not in that time in the least weakened by being frequently repeated and I could with pleasure spend a much longer time there, while those in Rome (with few exceptions) not only soon grow in some degree uninteresting but have now entirely sunk into disregard and contempt in my mind. All that I could do in Athens was to make some views of them...hoping that they will serve as a memorandum to me of what I think should always be a model.'

Dibujó la mayoría de los antiguos edificios en Morea.

## Carrera profesional
En 1805 Smirke se hizo miembro de la Sociedad de Anticuarios de Londres y del Architects' Club. Su primer nombramiento oficial llegó en 1807 cuando fue nombrado arquitecto de la Royal Mint.: 75  Fue elegido asociado de la Royal Academy el 7 de noviembre de 1808, y como académico completo el 11 de febrero de 1811, siendo su obra de diplomatura un dibujo de una reconstrucción de la Acrópolis de Atenas. Solamente expuso cinco cuadros en la Academia, el último en 1810.
Las relaciones de Smirke con Soane alcanzó un nuevo mínimo después de que éste, que había sido nombrado profesor de Arquitectura de la Royal Academy, en su cuarta conferencia del 29 de enero de 1810 fuese muy crítico con el diseño que había hecho Smirke para la Opera de Covent Garden:: 194–195 

La práctica de sacrificar todo para tener un frente de un edificio ha de ser vista, no sólo en pequeñas casas en las que la economía podría en algún grado disculparse por lo absurdo, pero también es evidente en las grandes obras de gran costo... Y estos dibujos de una obra más reciente (aquí se muestran dos dibujos del teatro de Covent Garden) señalan la impropiedad flagrante de este defecto en una forma si es posible aún más por la fuerza y más subversiva del verdadero gusto. La atención pública, dada la amplitud del edificio, siendo particularmente llamado a la contemplación de este edificio nacional.
The practise of sacrificing everything to one front of a building is to be seen, not only in small houses where economy might in some degree apologize for the absurdity, but it is also apparent in large works of great expense ..... And these drawings of a more recent work (here two drawings of Covent Garden theatre were displayed) point out the glaring impropriety of this defect in a manner if possible still more forcible and more subversive of true taste. The public attention, from the largeness of the building, being particularly called to the contemplation of this national edifice.
David Watkin, Sir John Soane Architect, Enlightenment Thought and the Royal Academy Lectures (1996)David Watkin, Sir John Soane Architect, Enlightenment Thought and the Royal Academy Lectures, 1996, Cambridge University Press, pág. 544.

Junto con John Nash y sir John Soane, se convirtió en un arquitecto oficial de la Office of Works (Oficina de Obras) en 1813 (cargo que ocupó hasta 1832) con un sueldo de 500 £ por año,: 98  llegando así a la cima de la profesión. En 1819 fue nombrado Inspector (surveyor ) del Inner Temple. En 1819 se casó con Laura Freston, hija del reverendo Anthony Freston, sobrino-nieto del arquitecto Matthew Brettingham. El matrimonio tuvo una única hija Laura. En 1820 fue nombrado Inspector (surveyor) del Ducado de Lancaster, y también en 1820 se convirtió en el tesorero de la Royal Academy.: 263  Fue nombrado caballero en 1832, y recibió la Royal Gold Medal del RIBA en 1853. Smirke vivía en Londres en la calle Charlotte, 81. Hay una blue plaque conmemorativa de su residencia en el exterior del edificio. Se retiró de la práctica profesional en 1845, después de lo cual Robert Peel lo nombró miembro de la Comisión para las mejoras de Londres (Commission for London Improvements). En 1859 renunció a la Royal Academy y se retiró a Cheltenham, donde vivió en la casa Montpellier, en el barrio de Suffolk. Allí murió el 18 de abril de 1867, y fue enterrado en el cementerio de San Pedro en Leckhampton. Su herencia tenía un valor de 90 000 £.
Es conocido que diseñó o remodeló más de veinte iglesias, más de cincuenta edificios públicos y más de sesenta casas privadas.: 79  Esta productividad inspiró el coro de 1846 de James Planché en su burlesca de Las aves de Aristófanes:

Ir a trabajar, rival de Smirke
hacer un guión, al estilo de Nash
intentar algo, digno de Wyatt
idear plantas, grande como Barry.
Go to work, rival Smirke

Make a dash, À la Nash

Something try at, worthy Wyatt

Plans out carry, great as Barry.

El rápido ascenso de Smirke se debió al patronazgo.: 79  Era un tory en un momento en que este partido estaba en ascenso. Sus amigos en la Royal Academy, como sir Thomas Lawrence, George Dance, Benjamin West y Joseph Farington fueron capaces de presentale a clientes como: John Hamilton, primer marqués de Abercorn; Henry Dundas, primer vizconde de Melville; sir George Beaumont, 7.º Baronet; George Hamilton-Gordon, 4.º conde de Aberdeen; Francis Seymour-Conway, tercer marqués de Hertford; Henry Bathurst, tercer conde de Bathurst; John 'Mad Jack' Fuller y William Lowther, 2.º conde de Lonsdale. Estos políticos y aristócratas aseguraron su rápido ascenso y fueron varios los que encargaron a Smirke edificios para sí mismos. Thomas Leverton Donaldson describió a Smirke como capaz de complacer a «hombres a quienes era proverbialmente imposible agradar». Su patrón en el castillo de Lowther William Lowther, 1st Earl of Lonsdale, primer conde de Lonsdale, dijo que era «ingenioso, modesto y caballeroso en sus modales».

## Estilo

### Clasicismo
El primer gran trabajo de Smirke, el reconstruido Teatro del Covent Garden, fue el primer edificio dórico griego en Londres. John Summerson describió el diseño como la demostración de «cómo una masa plana de edificio puede estar dotada de un sentido de la gravedad por medios relativamente simples». ("how a plain mass of building could be endowed with a sense of gravity by comparatively simple means". En la primera parte de su carrera Smirke fue, junto con William Wilkins la figura principal en el neogriego en Inglaterra. En la Oficina de Correos General en Londres, a mediados de la década de 1820, seguía utilizando el orden gigante de columnas con una cierta moderación, pero en el momento en que llegó a diseñar la fachada principal del Museo Británico, probablemente no planificada hasta la década de 1830, toda esta moderación se había ido y lo utilizó profusamente, envolviendo con una imponente columnata alrededor la fachada entera.

### Neogótico

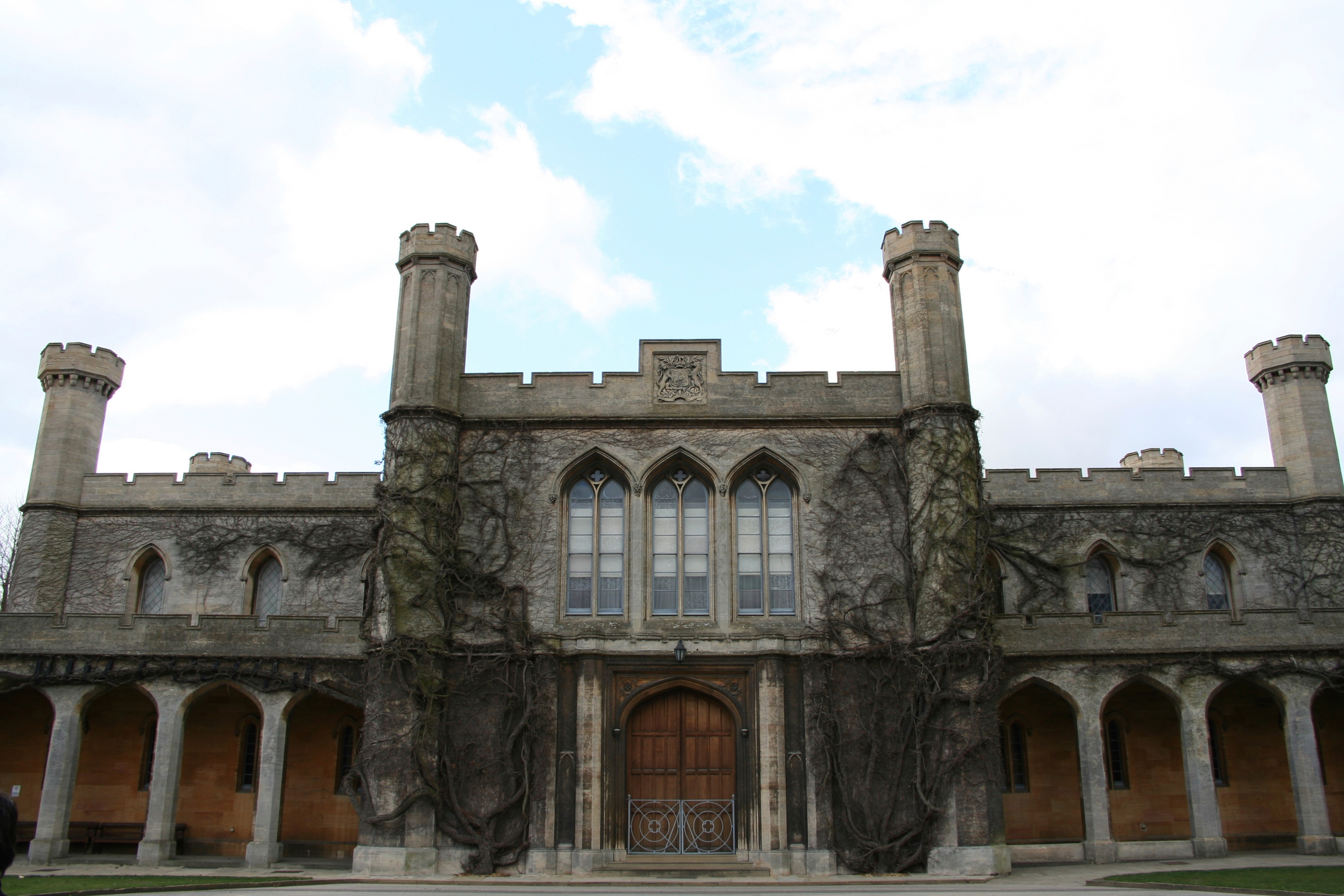
El neogótico Assize Court, en el castillo de Lincoln, en Lincoln, 1822-1826

Smirke, a juicio de Charles Locke Eastlake, quedó en tercer lugar en importancia entre los arquitectos neogóticos de su generación, después de John Nash y James Wyatt, pero criticó su trabajo por su teatral imposibilidad práctica. Dijo que su Castillo de Eastnor (1808-1815), un edificio enorme y sombrío, con torres de vigilancia y un torreón, «podría haber sido una fortaleza tolerable antes de la invención de la pólvora, pero como residencia era un pintoresco error».

## Innovaciones constructivas
Smirke fue un pionero en la utilización tanto del hormigón como del hierro fundido.: xxxviii  Un escrito crítico en 1828 en el The Athenaeum decía: «Sr. Smirke, es preeminente en la construcción: en este sentido no tiene superior en el Reino Unido». El arquitecto James Fergusson, escribió en 1849: «Fue un arquitecto constructor de primera clase... ninguno de sus edificios mostró nunca un defecto o fallo... y se le utilizó frecuentemente para remediar los defectos de su hermano artista».
Algunos de los proyectos en los que utilizó cimientos de hormigón fueron la Penitenciaria de Millbank, la reconstrucción de la Custom House de Londres y el Museo Británico. En los dos primeros se le llamó cuando las obras supervisadas por arquitectos anteriores habían mostrado ser inestables. LaPenitenciaria de Millbank (1812-1821; ca.1890 demolida) había sido diseñada por un arquitecto llamado William Williams, aunque luego su plan fue revisado por Thomas Hardwick. La cárcel más grande de Europa, consistía en un patio central hexagonal con un patio pentagonal alargado en cada muro exterior del patio central; las tres esquinas exteriores de los patios pentagonales tenían cada una torre con un piso más que las tres plantas del resto del edificio. Los trabajos habían comenzado bajo la dirección de Hardwick a finales de 1812, pero cuando la pared limítrofe alcanzó una altura de unos seis pies de altura, comenzó a inclinarse y crack. Después de 18 meses, con un coste de 26 000 £, Hardwick renunció. El trabajo continuó y en febrero de 1816 ya se admitieron los primeros prisioneros; pero el edificio crujió y se rompieron varias ventanas de forma espontánea. Fueron llamados Smirke y el ingeniero John Rennie the Elder que recomendaron la demolición de las tres torres y el apuntalamiento de todo el edificio con cimientos de hormigón: el primer uso conocido de este material en cimientos en Gran Bretaña desde el imperio romano.: 84  Los trabajos costaron 70 000 £, con lo que el coste total de la construcción ascendió a 458 000 £.

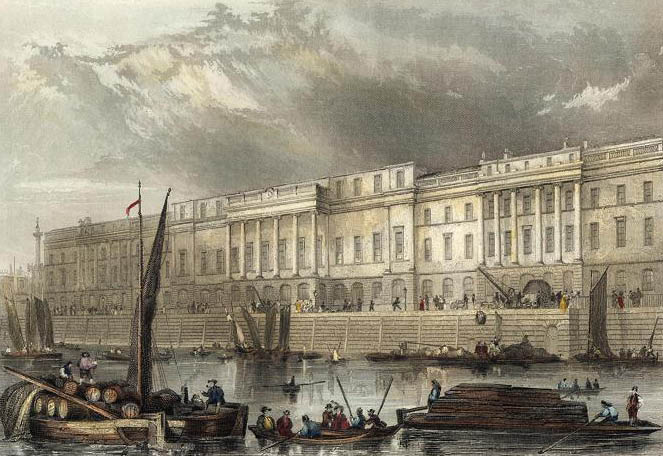
El Támesis frente a la London Custom House

En 1825–1827 Smirke reconstruyó el centro de la Custom House en la ciudad de Londres,: 295  tras el fracaso de sus cimientos. El edificio había sido construido desde 1813 con diseño de David Laing. El edificio tiene 148 pies de largo, siendo los 61 m centrales obra de Smirke.: 295 
Smirke utilizó grandes vigas de hierro fundido para soportar las plantas de las galerías superiores en el Museo Británico, que debían salvar 12,5 m.
Otra área donde Smirke fue un innovador fue en el uso de aparejadores (quantity surveyor) para racionalizar los diversos sistemas dieciochescos de estimación y medición de las obras del edificio.

## Escritos
En 1806 publicó su primer y único volumen de una serie de libros destinados Specimens of Continental Architecture [Muestras de la arquitectura continental]. Smirke comenzó a escribir un tratado de arquitectura aproximadamente hacia 1815: 97  y aunque trabajó en él durante unos 10 años nunca lo completó. En ella mostraba su admiración por la llana arquitectura en la Antigua Grecia, describiéndola como «la más noble», «sencilla, grande, magnífica», «además de sus otros méritos tiene una clase de simplicidad primitiva». Esta contrastaba con la arquitectura de la Antigua Roma, que describió como «gusto romana corrupto», «un exceso de ornamento es en todos los casos un síntoma [sic] de un gusto vulgar o degenerado». De la arquitectura gótica que describió como «hasta sus despreciables restos están casi todos suplantados por un singular y misterioso compuesto de estilos».

## Pupilos y hermanos
Sus pupilos más destacados fueron Lewis Vulliamy, William Burn, Charles Robert Cockerell, Henry Jones Underwood, Henry Roberts y su propio hermano Sydney, conocido por ser el autor de la sala de lectura circular en el Museo Británico.
Otro hermano, Edward Smirke, fue un abogado y anticuario.

## Edificios londinenses

### Royal Mint

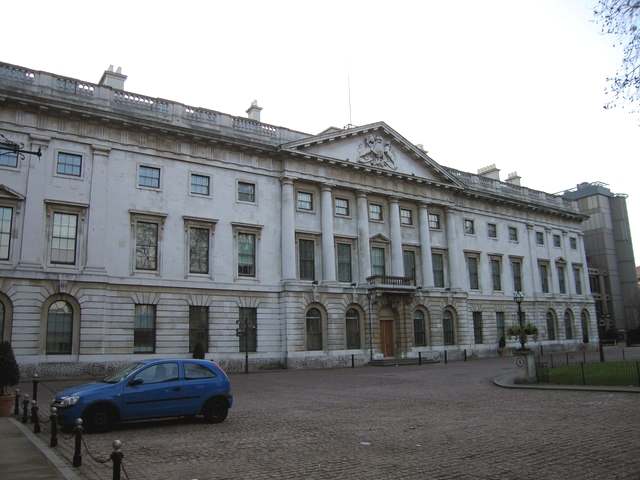
Fachada del Royal Mint

El edificio principal de la antigua Royal Mint (Casa Real de la Moneda), en Tower Hill (1807-1812) había sido diseñada por el anterior arquitecto de la institución, James Johnson, pero el diseño fue modificado por Smirke, que supervisó su ejecución. La larga fachada de piedra con una planta baja de rustificado acanalado, los dos pisos superiores tienen un amplio frontón que contiene las Armas Reales soportado por seis columnas dóricas romanas adosadas. Los huecos finales están marcados por cuatro pilastras dóricas; el friso dórico griego y alojamientos son probablemente de Smirke. El edificio albergaba un apartamento para el Maestro Adjunto de la Casa de la Moneda, el Maestro de Ensayo, y Preboste de los Monederos, así como tiendas de lingotes y la Oficina del Mint.

### Covent Garden Theatre

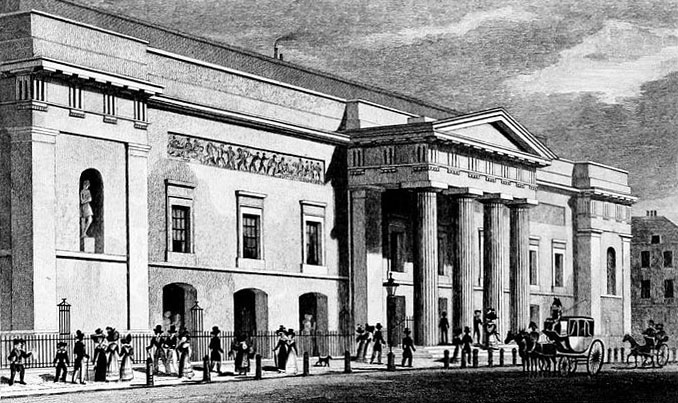
Teatro del Covent Garden, incendiado y reconstruido

La segunda encarnación del teatro del Covent Garden (ahora Royal Opera House), construido en diez meses en 1808–1809. Tenía una fachada simétrica con un pórtico tetrástilo en el centro, y fue el primer edificio en Londres que hizo uso del orden dórico griego. El pórtico estaba flanqueado por cuatro tramos, los tramos finales caracterizados por tener pilastras con una estatua en un nicho entre ellos. Los tres tramos de cada lado del pórtico tenían arcos en la planta baja y ventanas sobre estos y un relieve tallado anterior diseñado por John Flaxman. La entrada principal, detrás de las tres puertas en el pórtico, estaba dividida en tres naves por pilares cuadrados dóricos. Al sur estaba la gran escalera, ascendiendo entre los muros, el vuelo fue dividido en dos secciones por un rellano, el piso superior tenía cuatro columnas jónicas a cada lado de la escalera que soportaban una bóveda de cañón sobre ella. El auditorio, en forma de herradura, tenía cinco plantas y disponía de 2800 asientos, sin incluir los de los muchos palcos privados. El edificio fue de nuevo destruido por un incendio en 1857.

### Lansdowne House
Los interiores de la casa Lansdowne, (1816-1819), en particular la galería de esculturas, la parte central de la habitación tiene una bóveda de cañón poco profundo; antae marcan los extremos circulares parte de la habitación.: 499 

### Hospital Oftalmológico de Londres
El Hospital Oftalmológico de Londres diseñado por Smirke, Moorfields (1821-1822) fue reconstruido en 1898 en un sitio cercano; ahora se conoce como el Moorfields Eye Hospital NHS Foundation Trust.

### Oficina Postal General

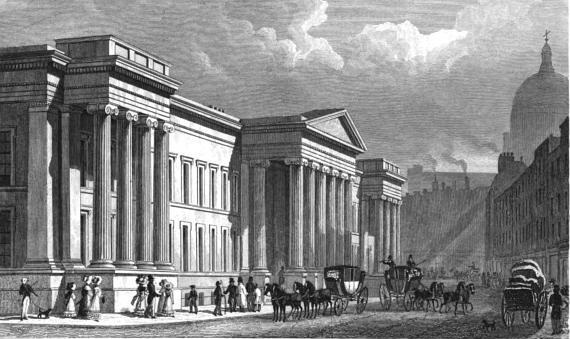
La Oficina Postal General, demolida

El edificio de la Oficina Postal General de la ciudad de Londres estaba en St Martins-le-Grand (1825-1829; demolido ca. 1912). Fue construido para ser la primera oficina postal de Inglaterra. Su fachada principal tenía un pórtico central hexastilo en estilo jónico griego, con frontón y dos pórticos tetrástilos en cada extremo, sin frontones. El principal espacio interior era la gran sala de envío y recepción de cartas, con una elegante galería de hierro y una escalera de caracol.

### British Museum
El bloque principal y la fachada del Museo Británico, Bloomsbury (1823-1846). Se trata del mayor y más conocido edificio de Smirke. En 1820, en su papel de arquitecto de la Oficina de Obras, Smirke fue invitado a rediseñar el museo, aunque el diseño completo data de 1823, y era para un edificio que rodeaba un gran patio central con una gran fachada sur. Dados los limitados fondos la obra se divide en fases. Está construido en ladrillo con las fachadas visibles revestidas con piedra de Portland. La primera parte fue construida para ser la "Biblioteca del Rey" de 1823-1828, que forma el ala este. La sección norte del ala oeste, las "Galerías egipcias " siguieron en 1825-1834. El ala norte, que alberga la biblioteca y las salas de lectura, fue construida en 1833-1838. El ala oeste y el frente sur fueron construidos en 1842-1846.
La característica principal de la fachada sur es la gran columnata de cuarenta y cuatro columnas jónicas griegas. Las columnas tiene 13,70 m de altura y 1,50 m de diámetro; sus capitales se basan libremente en los del templo de Atenea Polias en Priene y las bases en las del templo de Dioniso en Teos. En el centro de la columnata hay un pórtico octóstilo, dos columnas de profundidad; la columnata continúa durante tres columnas más antes de abrazar las dos alas de cada lado. Más allá de la fachada Smirke construyó dos alas más pequeñas, con pilastras dóricas, que albergan alojamientos, la occidental para el director del museo. Los principales interiores que sobreviven son el hall de entrada, con la Gran Escalera —en la forma de una escalera imperial— que asciende hacia el oeste, y la "Biblioteca del Rey". Ésta, construida para albergar 65 000 libros, tiene 91,5 m de largo, 12,5 m de ancho y 9,45 m de altura, con la sección central ligeramente más ancha, con cuatro grandes columnas corintias de granito. El único interior importante que sobrevive en el ala norte es la "sala arqueada" en el extremo oeste. La "Galería egipcia" coincide con la "Biblioteca del Rey", pero es mucho más claro en decoración.

Museo Británico
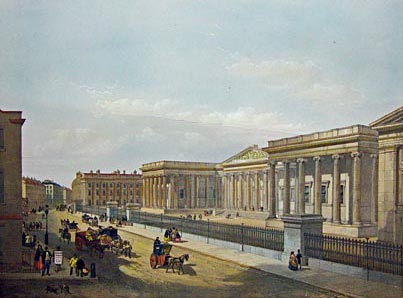
Museo Británico, 1852
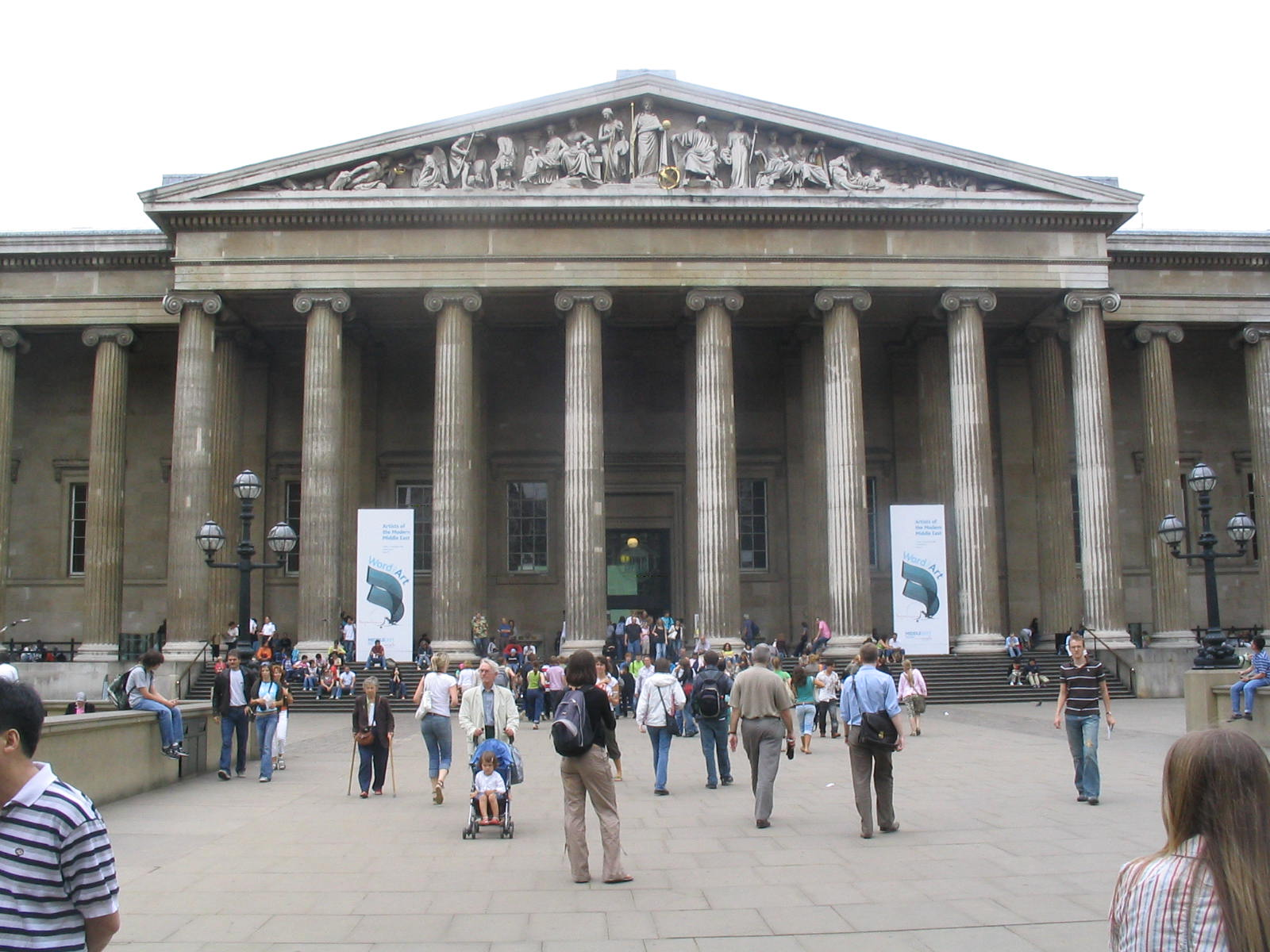
Pórtico de entrada
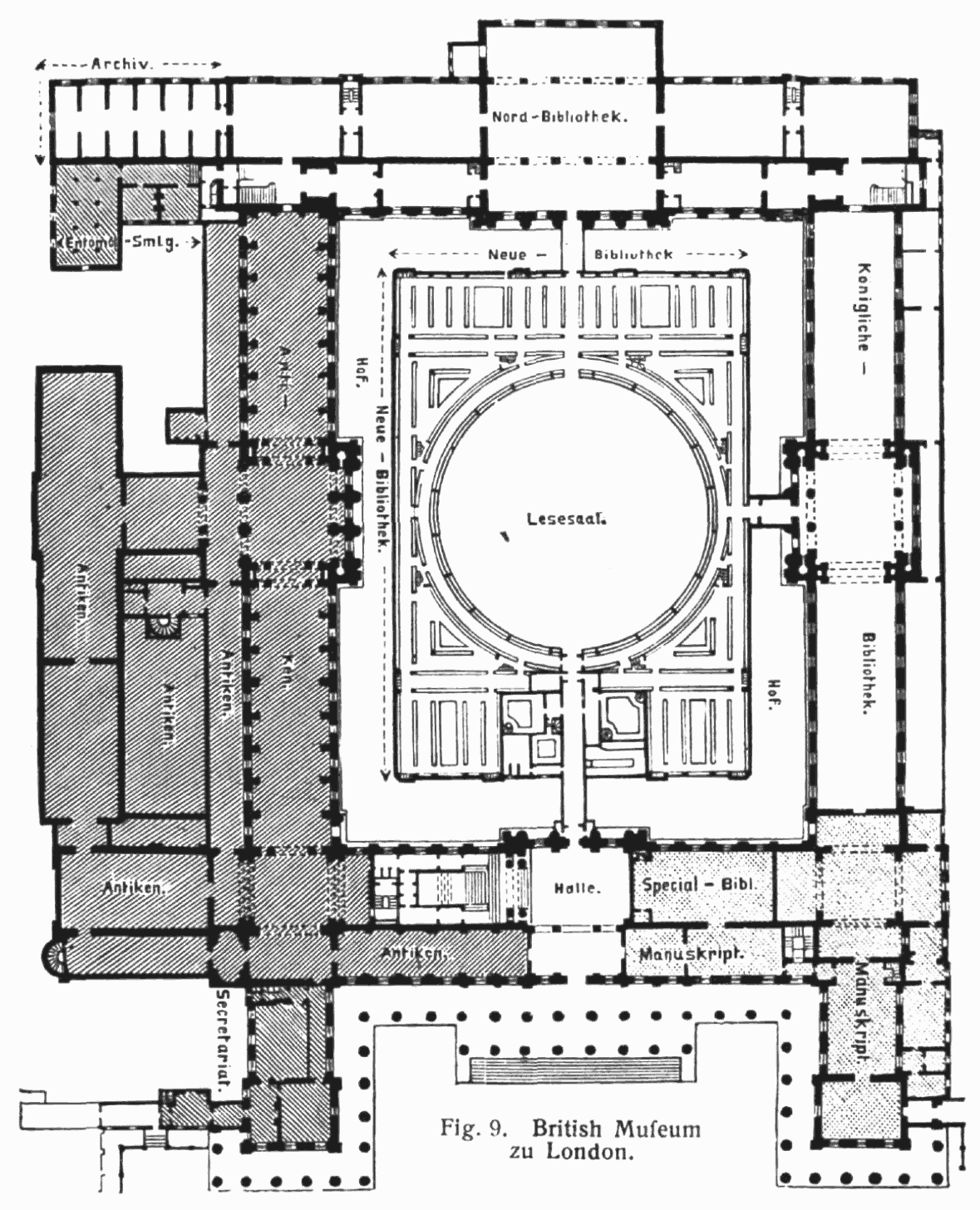
Planta del edificio
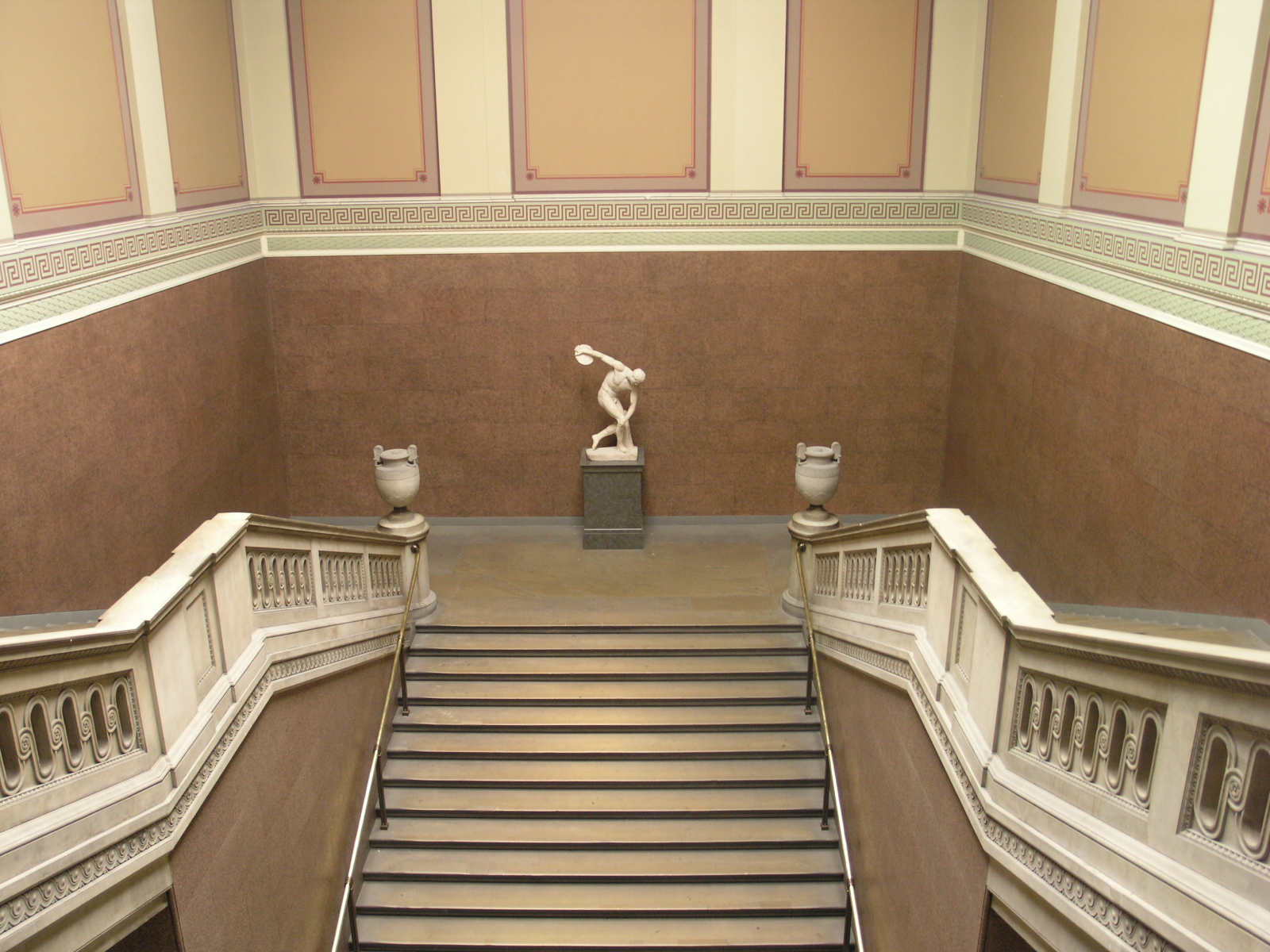
Gran Escalera
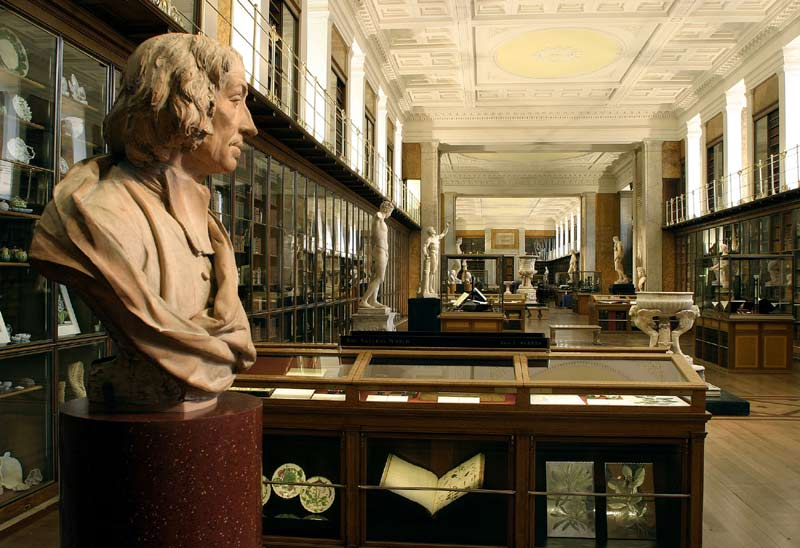
King's Library
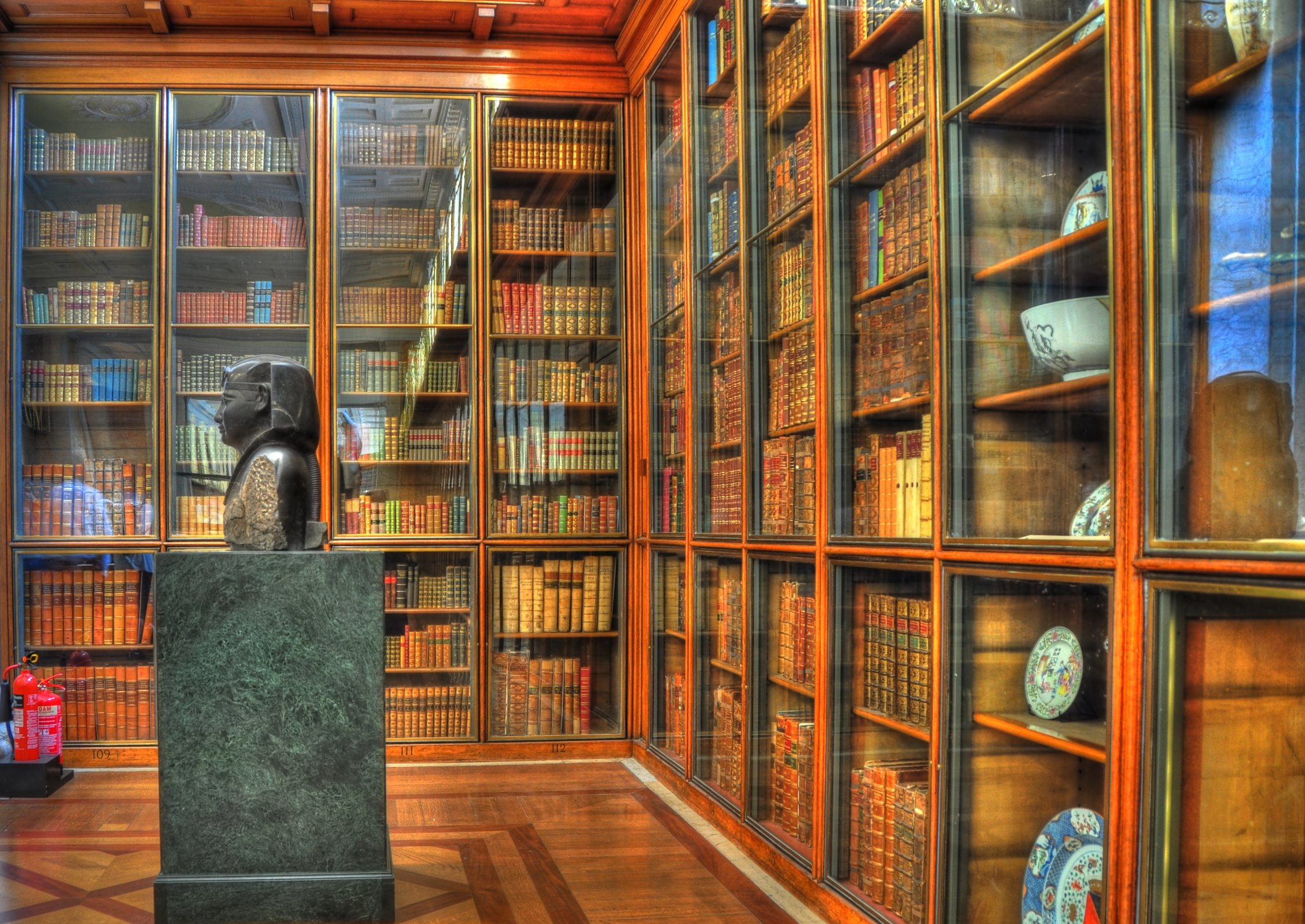
Estanterias en la King's Library
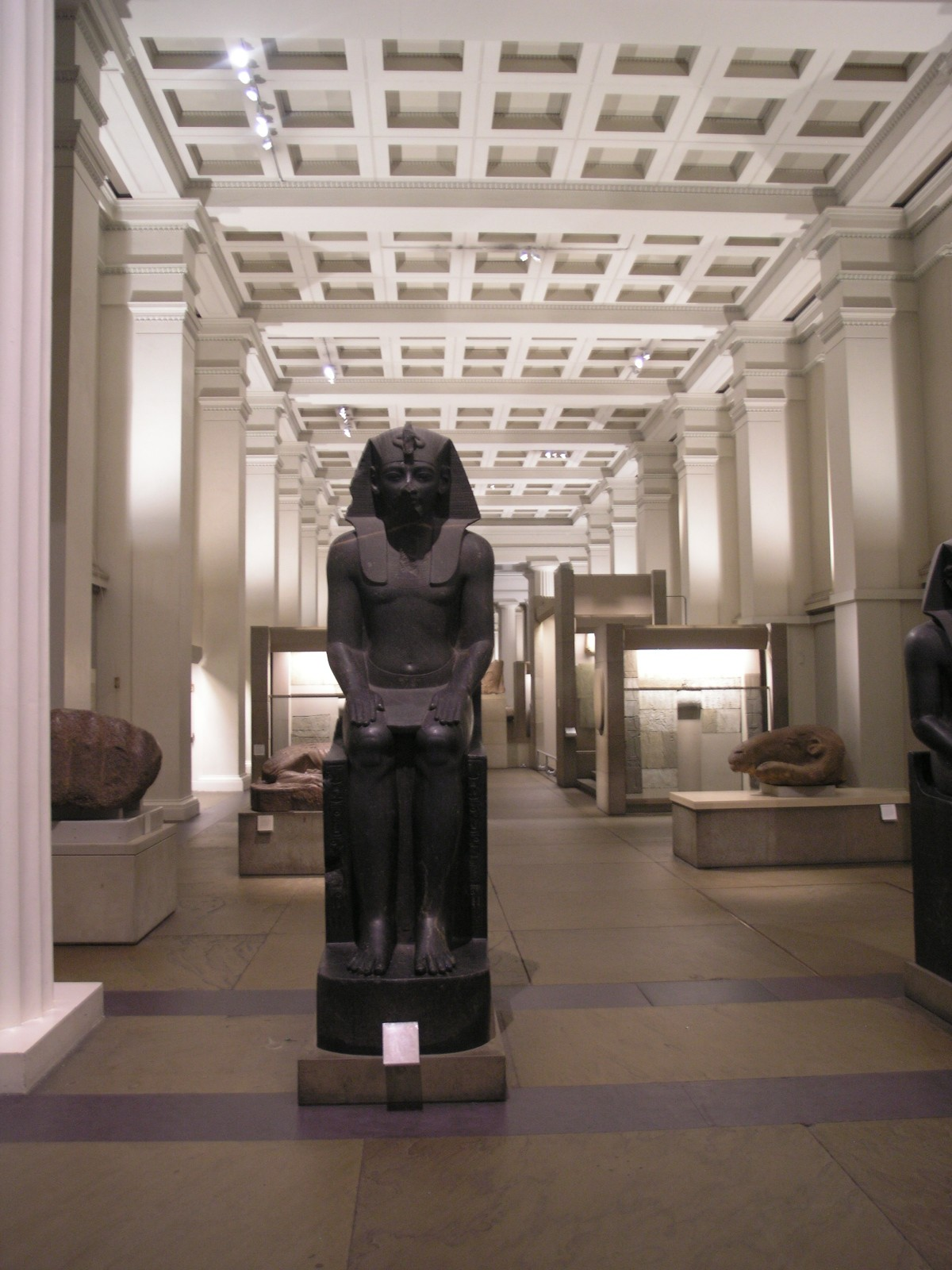
Egyptian Gallery

### The Inner Temple
Las obras de Smirke en Inner Temple incluyen sus únicos edificios góticos en Londres. Entre ellas, la biblioteca: 54  (1827-1828) y la remodelación de la Gran Hall en 1819: 50  (que se quemó y fue reconstruida por Sydney Smirke en 1868). Casi todo el trabajo de Smirke fue destruido en los bombardeos de Londres en 1940-1941 y se ha reconstruido con un diseño completamente diferente; la única supervivencia importante ser el Edificios de Papel de 1838,: 59  en un estilo clásico simple.

### Antiguo Real Colegio de Médicos

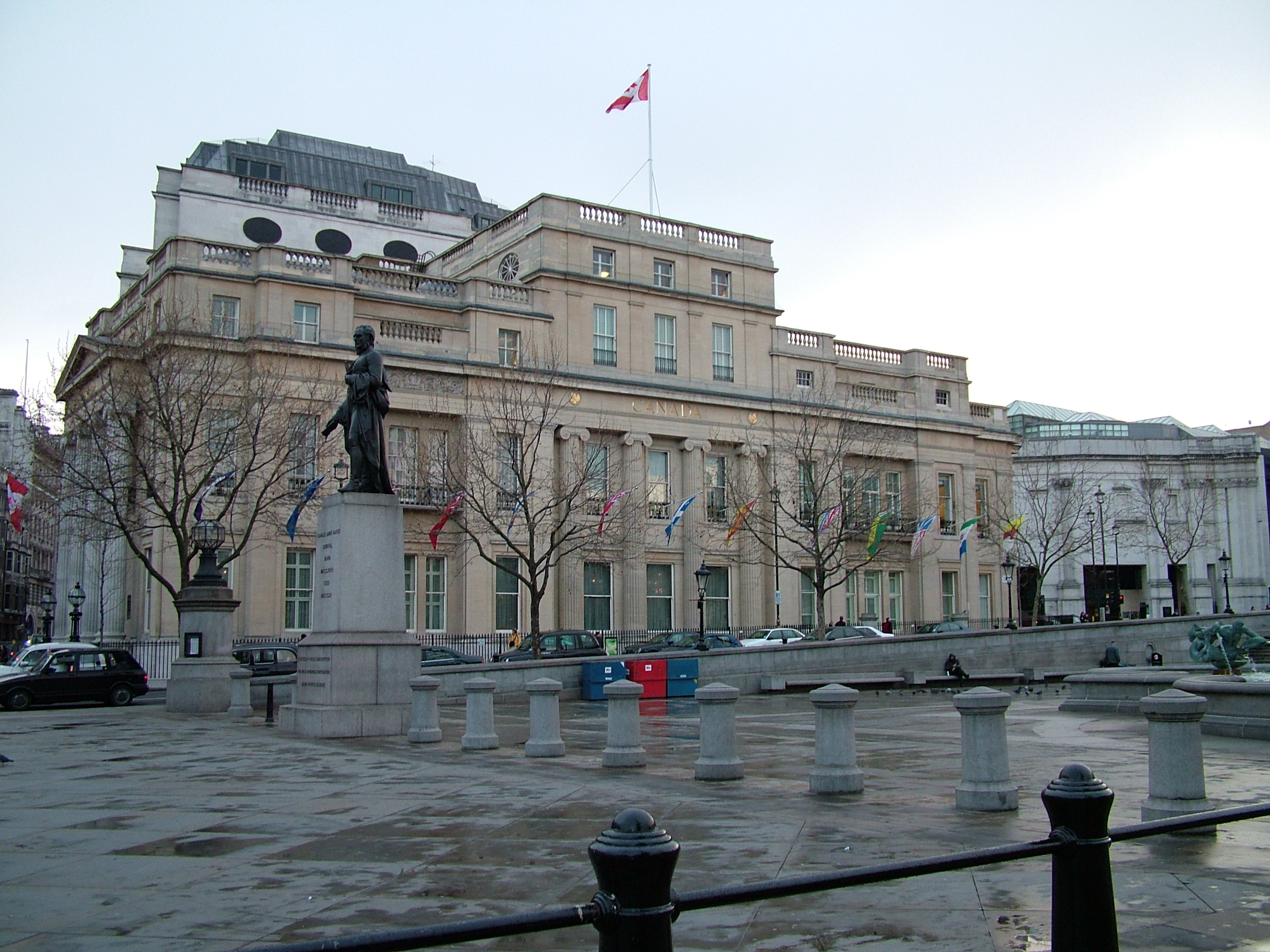
Casa Canada

El Real Colegio de Médicos Royal College of Physicians y el edificio del Union Club (1824–1827) en Trafalgar Square (ahora Casa Canadá).: 374  El edificio está muy modificado, la fachada norte conserva el pórtico hexastilo jónico de Smirke, y el frente este (a Trafalgar Square) todavía tiene su pórtico in antis. El edificio es de piedra de Bath. Hubo varias ampliaciones y remodelaciones durante el siglo XX.

### Lancaster House
Smirke participó por primera vez en el diseño de la Lancaster House: 589  en 1825, fue despedido y luego recuperado en 1832. Añadió la planta superior, y diseñó los interiores además de los Salones de Estado (State Rooms). Su implicación cesó en 1840.

### Somerset House
El ala este de la casa de Somerset, y el ala adyacente del Rey (anteriormente ala Smirke) del edificio del King's College London,: 303  en el Strand (1829-1831). El frente del Támesis sigue el diseño original del arquitecto sir William Chambers, siendo una imagen especular del ala oeste; el edificio se remonta hacia el Strand con veinte y cinco huecos de dos plantas y media, con el centro de cinco huecos con columnas adosadas gigantes corintias; finaliza con tres huecos de tres pisos completos con pilastras corintias. En general es más plana que las fachadas de Chambers.

### Carlton Club
El Carlton Club (1833-1836) fue reconstruido en 1854-1856 por Sydney Smirke, bombardeado en 1940 y más tarde demolido.

Edificios londinenses
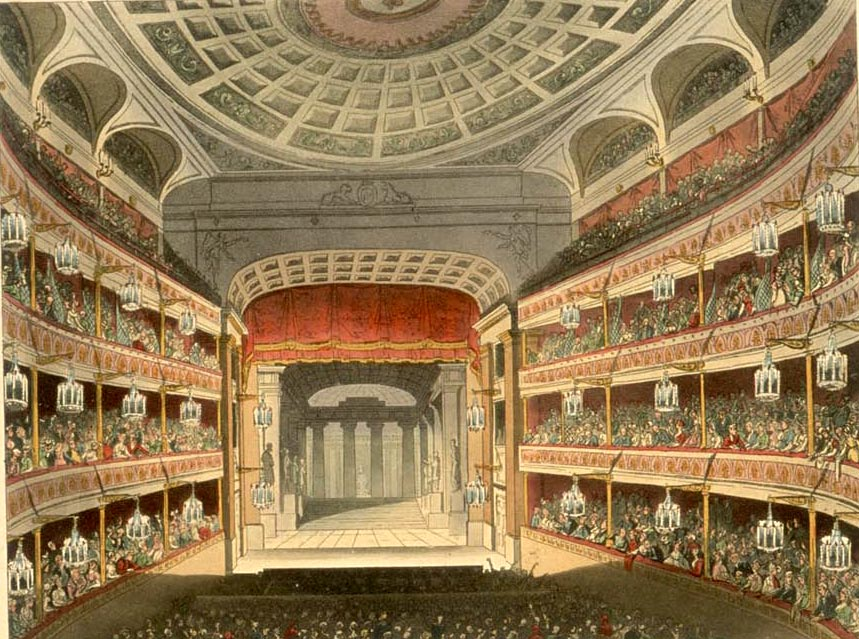
Covent Garden Theatre, burnt and rebuilt
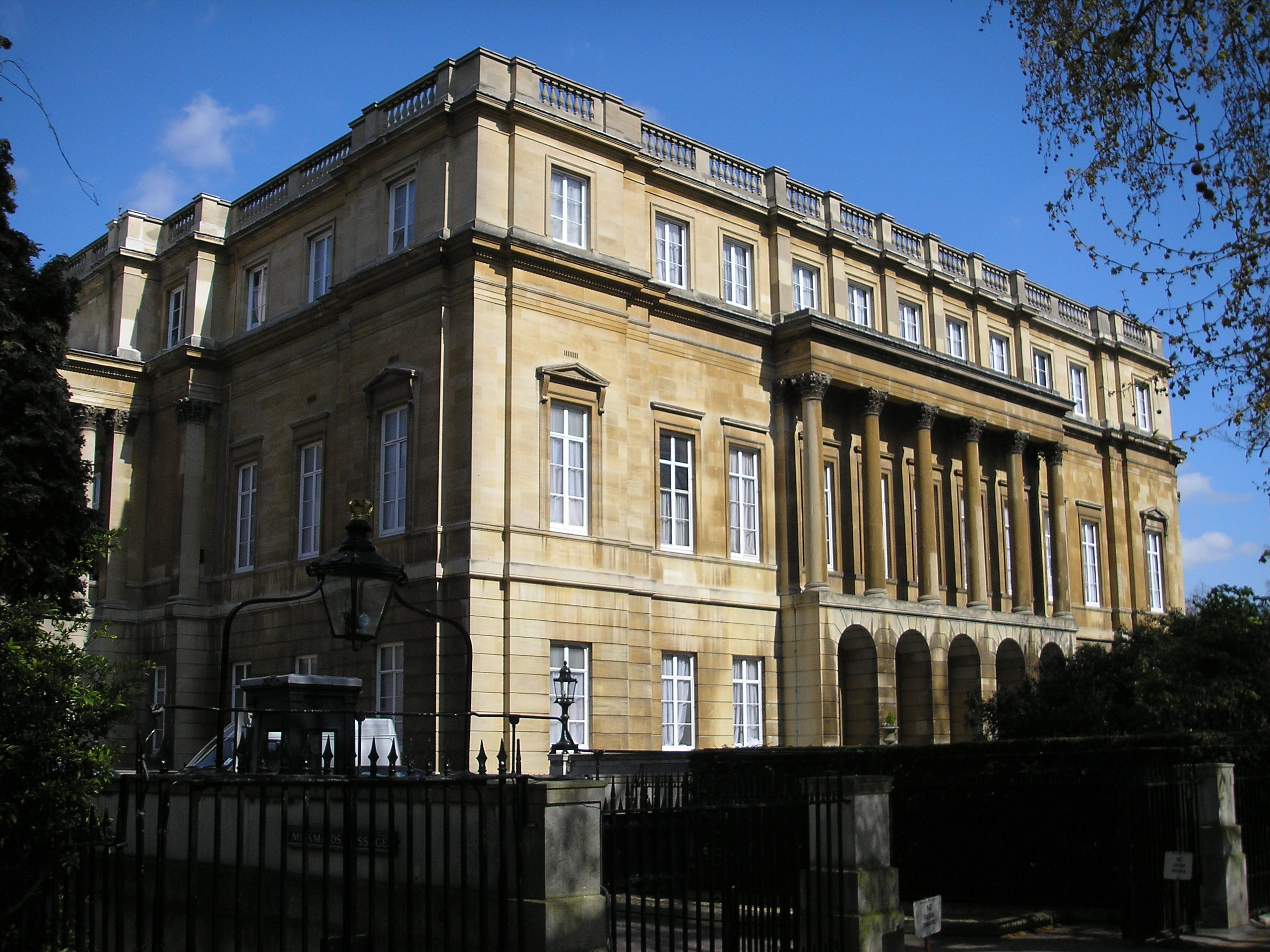
Lancaster House
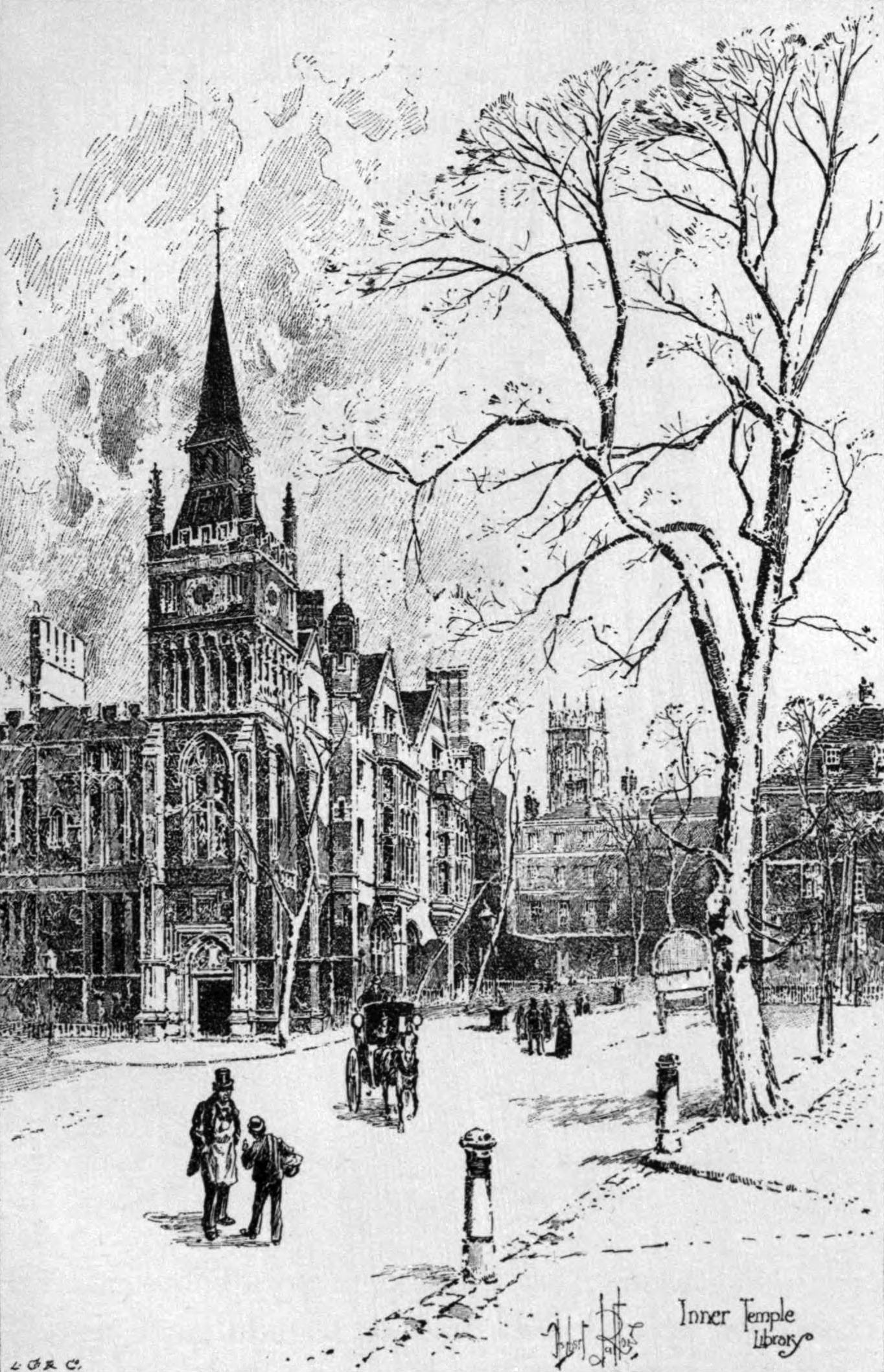
Inner Temple Library
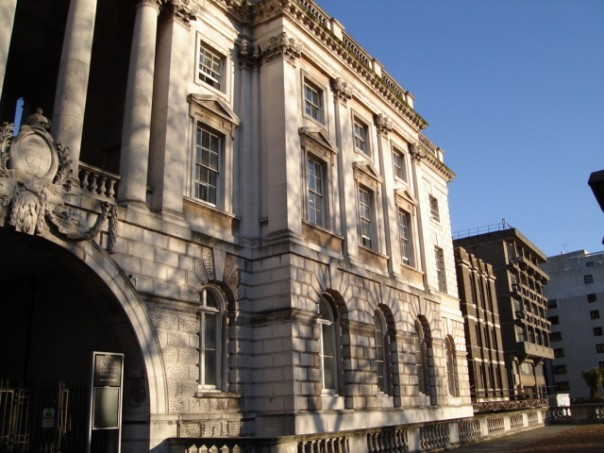
King's College London, east wing of Somerset House
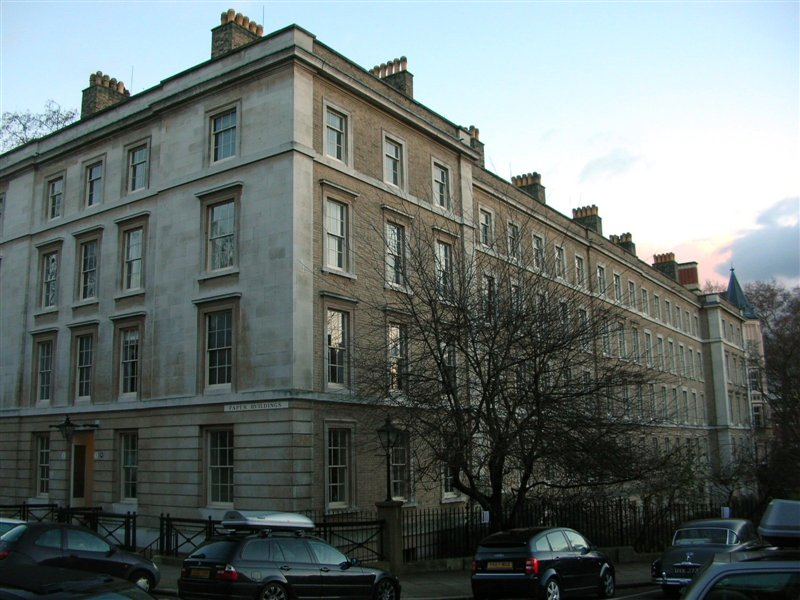
Paper Buildings, Inner Temple

### Club de Oxford y Cambridge

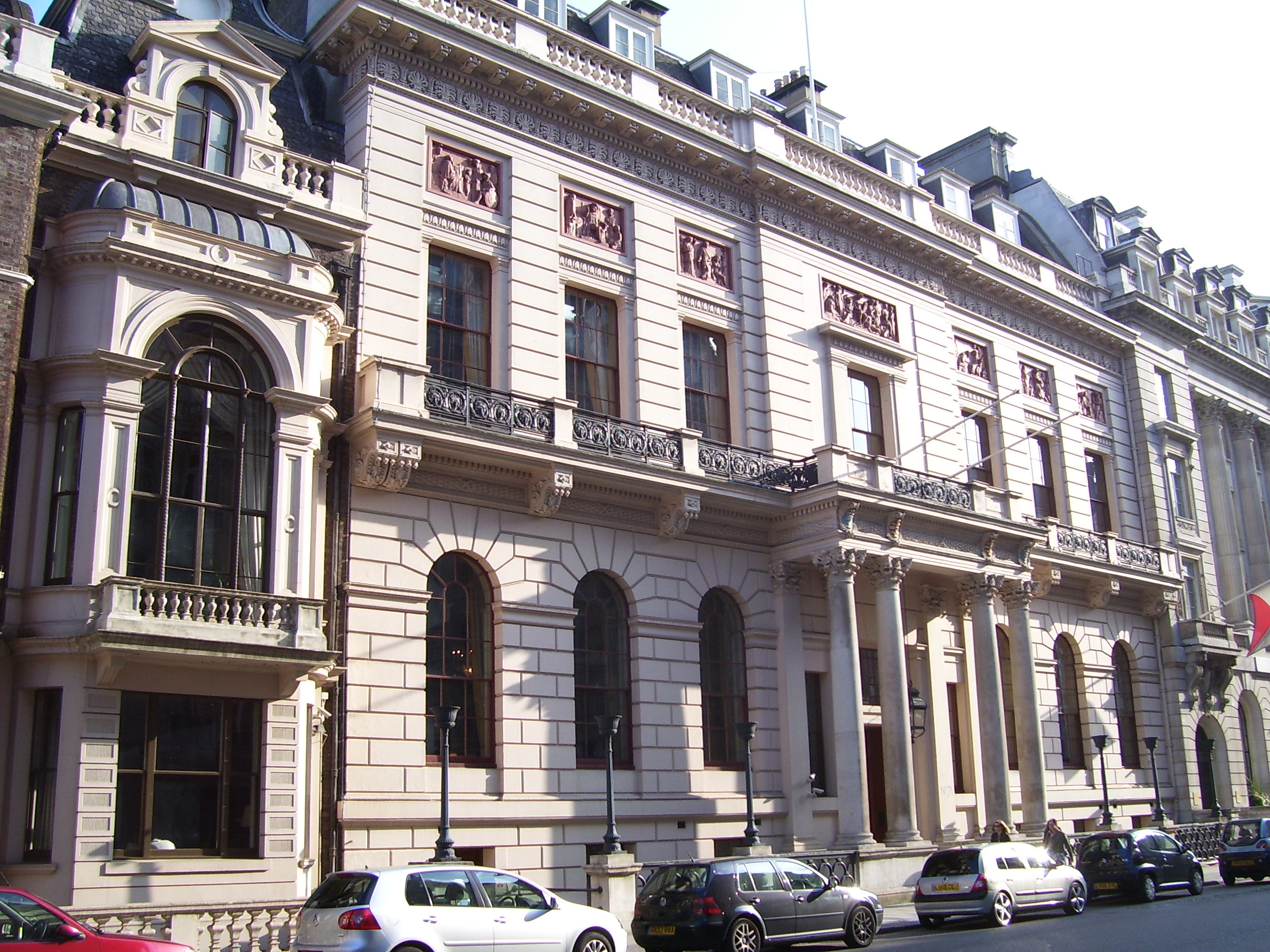
The Oxford and Cambridge Club

El Edificio del Oxford y Cambridge Club: 617  en Pall Mall (1835-38). Tiene siete huecos y la planta baja está almohadillada con ventanas rematadas con arcos de medio punto; el primer piso es de almohadillado en bandas y las ventanas están enmarcadas con cuadrados de medios pilares. El edificio es de ladrillo revestido con estuco. Las ventanas del primer piso tienen labrados relieves por encima de ellas; el porche de entrada es de un solo piso con columnas corintias. Los interiores son de estilo neogriego, el estilo habitual de Smirke.

### No. 12 Belgrave Square
Belgrave Square:

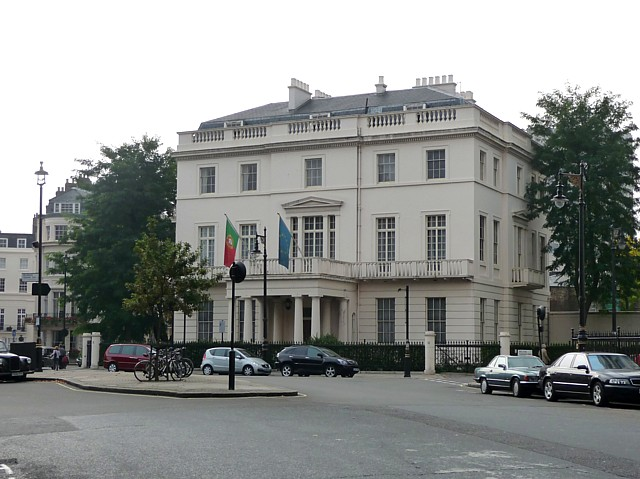
No.12 Belgrave Square

Smirke diseñó el edificio del No. 12 Belgrave square, construido en 1830-1833 para John Cust, 1st Earl Brownlow.

### Iglesias de Londres
Para saber las iglesias de Londres diseñadas por Smirke, ver más abajo Arquitectura eclesial.

## Edificios públicos fuera de Londres
Sus principales edificios públicos fuera de Londres son:
- Carlisle, Cumberland County Courts (181-1812), en estilo gótico.
- Appleby Market House (1811).
- Carlisle, puente The Eden (1812-1815), ampliado en 1932.
- Whitehaven Fish Market (1813) demolido ca. 1852, y Butter Market (1813) demolido en 1880.
- Gloucester Shire Hall (1814-1816).
- Gloucester, puente Westgate (1814-1817)
- Perth[23] Sheriff Court House (1815–19).
- Hereford Shire Hall (1815-1817).
- Monumento a Wellington, en Dublín (Wellington Testimonial), iniciado en 1817, fue completada en 1861, con 61,8 m es el mayor obelisco en Europa.
- Maidstone County Gaol, (1817-1819).
- Maidstone The Old Sessions House (1824) (ahora conocida como County Hall).[24]
- Ledbury St. Katherine's Hospital (1822-1825) en estilo gótico.
- Lincoln County Courts y Gaol en castillo de Lincoln (1823-1830) ambos en estilo gótico para armonizar con el castillo.
- Old Council House, Bristol (1824-1827).
- Sessions House Maidstone, (1826-1827).
- Salop Infirmary, Shrewsbury, reconstruido (1827-1830), arquitecto consultor.[25]
- Gaol St. John's, Terranova y Labrador (ca. 1831).
- Shrewsbury Shire Hall (1834-37) demolido en 1971.

Edificios públicos fuera de Londres
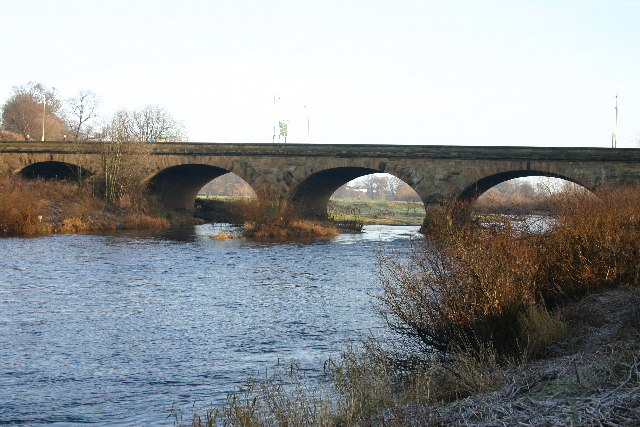
Eden Bridge Carlisle
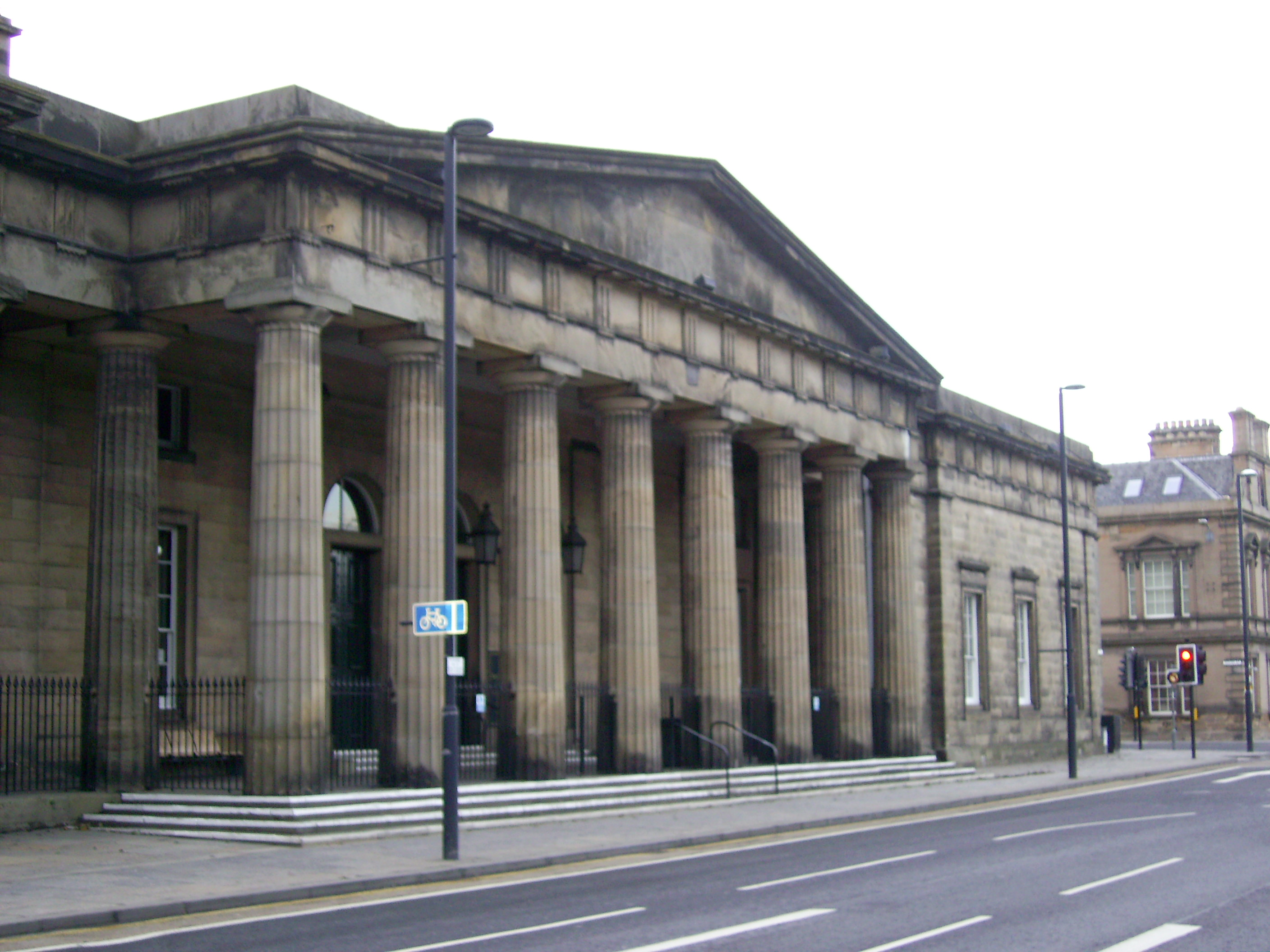
Perth Sheriff Court
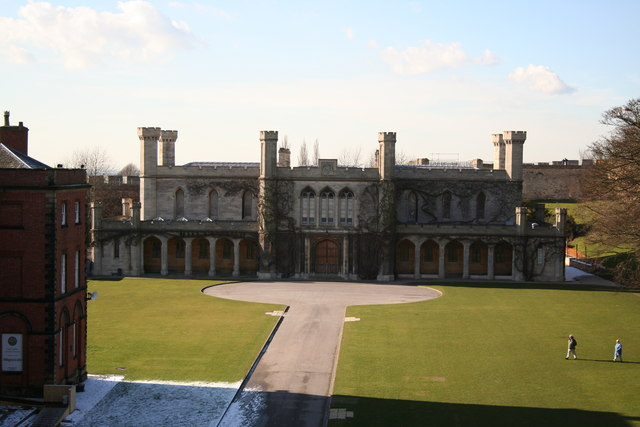
Courts Lincoln Castle
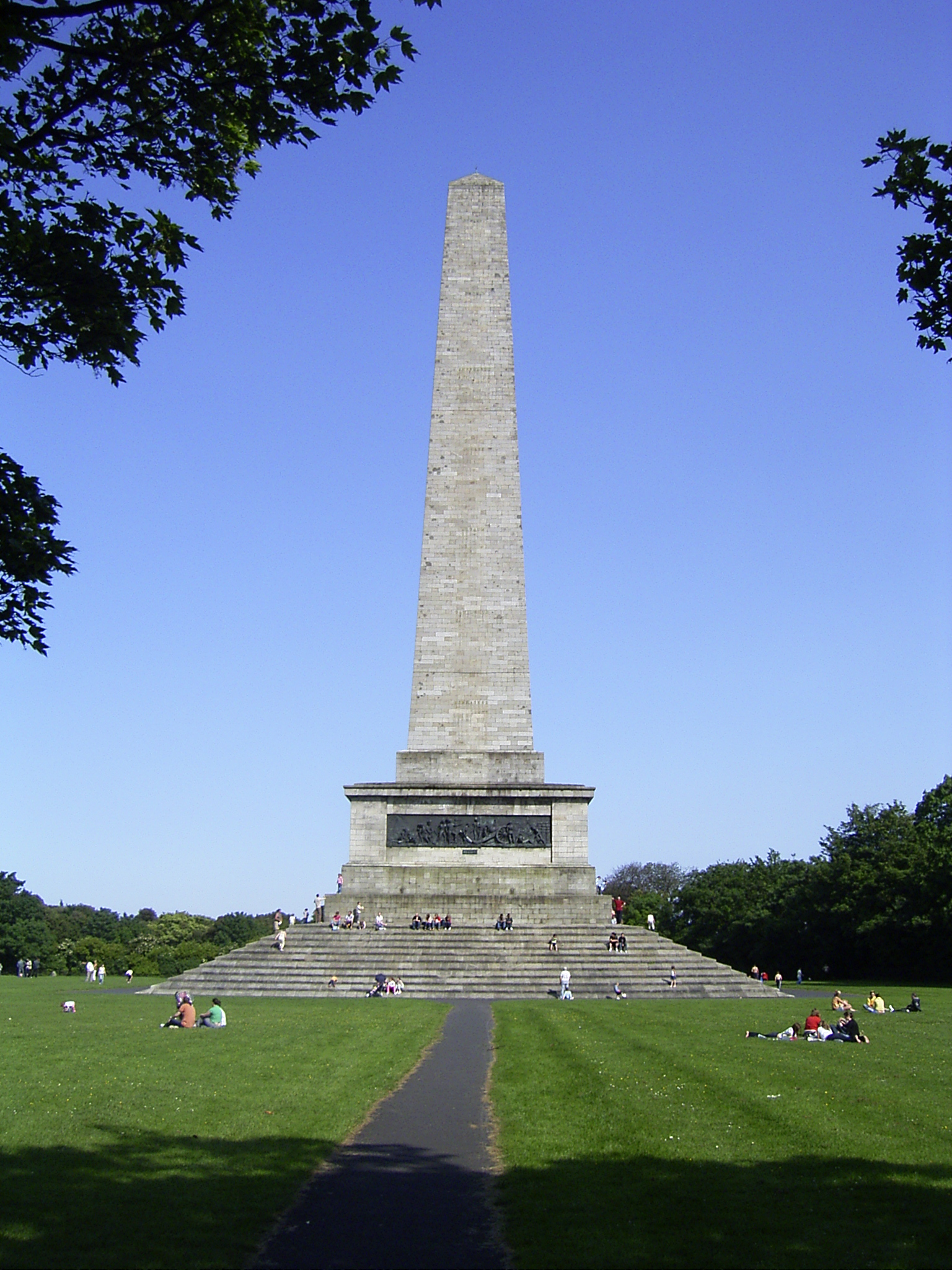
Wellington Testimonial
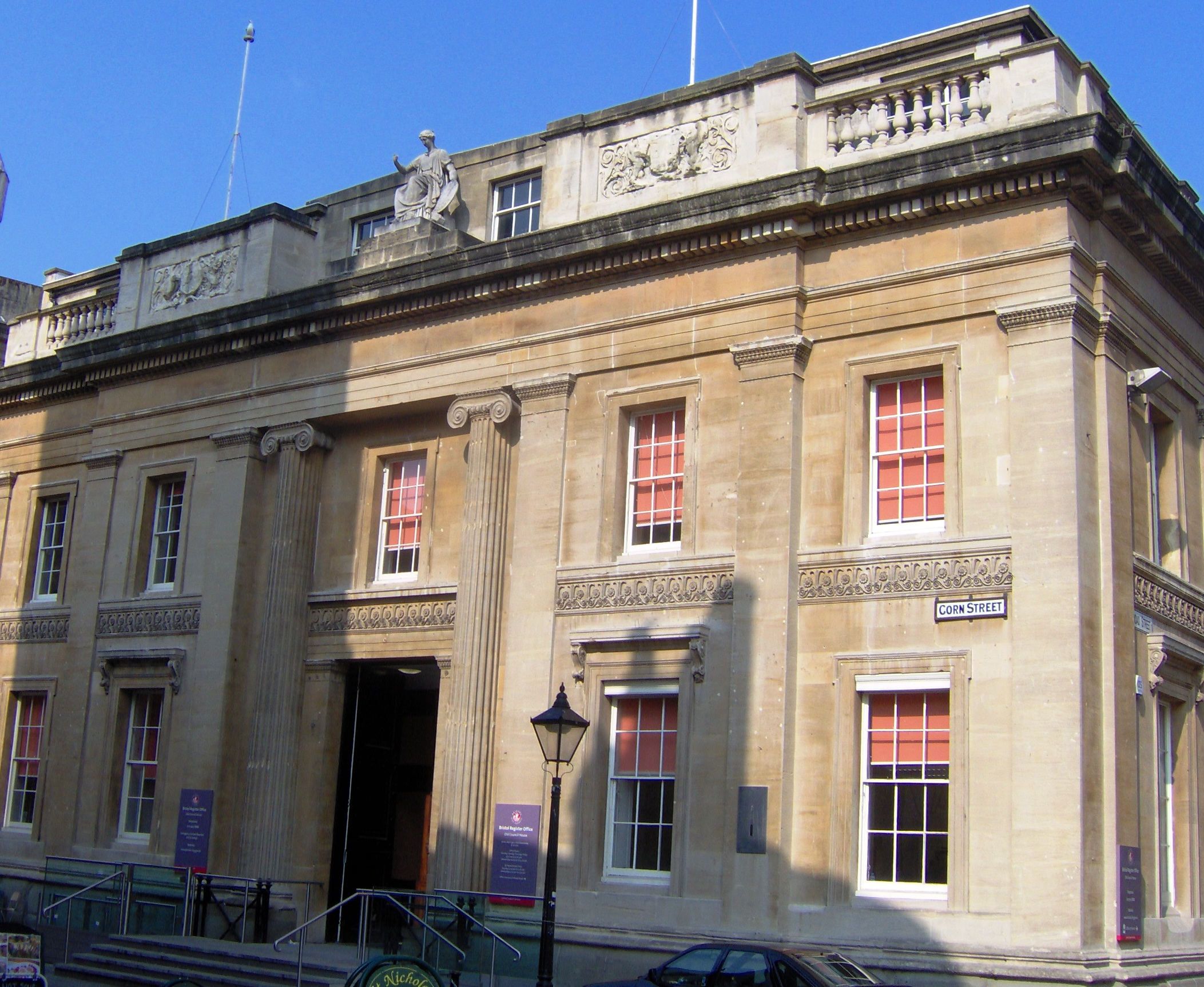
Old Council House, Bristol
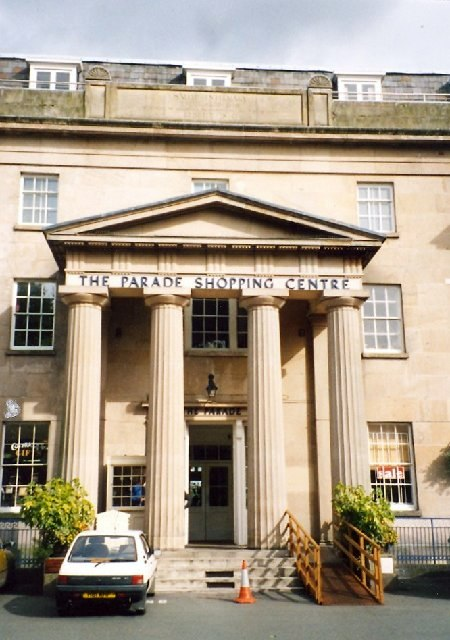
Former Salop Infirmary, Shrewsbury
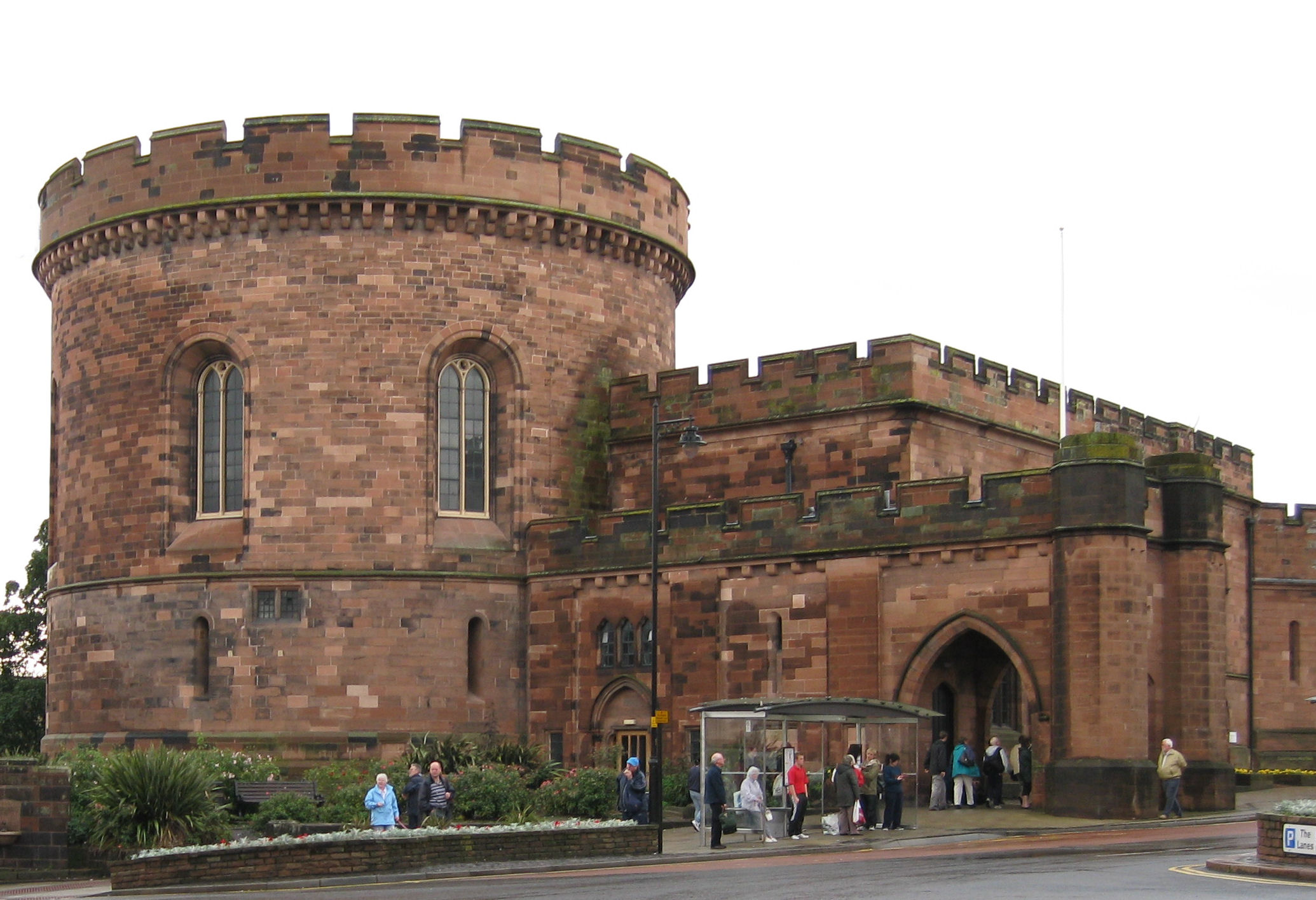
Antigua County Courts, Carlisle
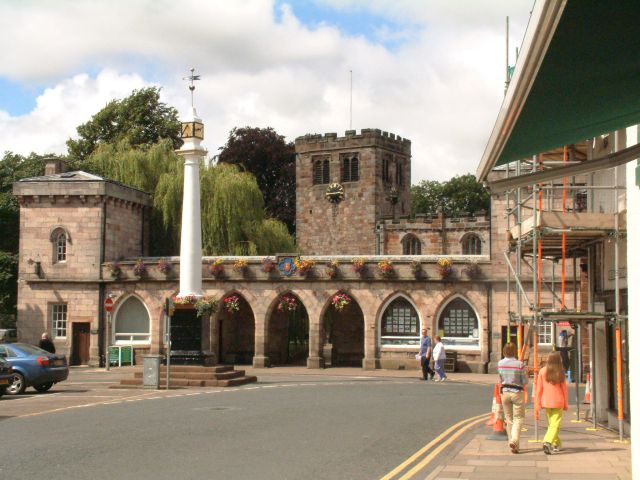
Antiguo Market House, Appleby
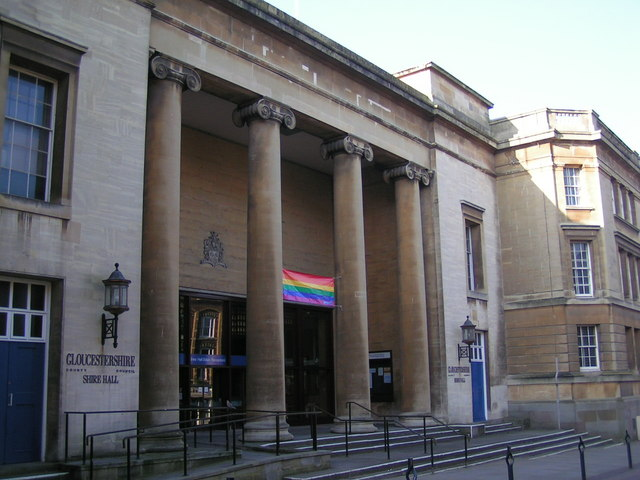
Gloucester Shire Hall
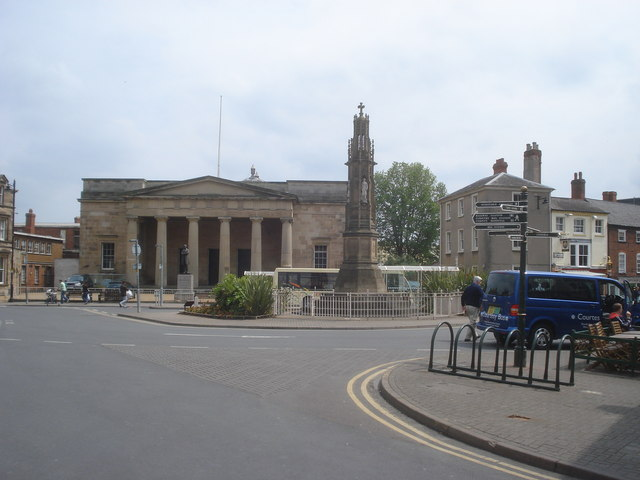
Hereford Shire Hall

## Arquitectura doméstica
En estilo clásico:
- Brightling Park ala oeste, observatory y follies (templo, obelisco) c.1800-1810.
- Cirencester House ala norte (1810-1811) y reconstrucción del ala este desde 1830.
- alteraciones en Luton Hoo, Bedfordshire desde 1816, dañada por el fuego en 1843 fue reconstruida por Sydney Smirke.
- Armley House, Yorkshire, (1817).
- Casa Whittingehame, East Lothian (1817-1818).
- Casa Haffield, Donnington, Herefordshire (1817-1818).
- Hardwicke Court, cerca de Gloucester (1817-1819).
- Oulton Hall (ca. 1822) dañado por el fuego en 1850 y restaurada por Sydney Smirke
- Normanby Hall (1825-1830)

Smirke usó el estilo estilo isabelino en:
- Drayton Manor (1831-1835) demolida en 1919.

Sus principales edificios domésticos en estilo neogótico son:
- Lowther Castle in Cumbria, (en 1806-1811) su primer gran encargo cuando tenía 26 años.
- Wilton Castle (Yorkshire) (1810).
- Strathallan Castle, Perthshire, remodelado (1817-1818).
- Cholmondeley Castle (1817-1819) una remodelación de un edificio existente.
- Kinfauns Castle, Perthshire (1822-1826).
- Erskine House (1828-1845).

Un uso raro de revival normando es:
- Eastnor Castle, Ledbury, Herefordshire (1812-1820)

Arquitectura doméstica
Observatorio de Brightling
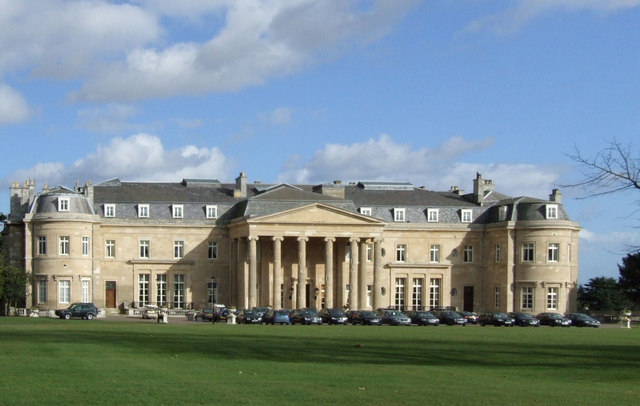
Luton Hoo
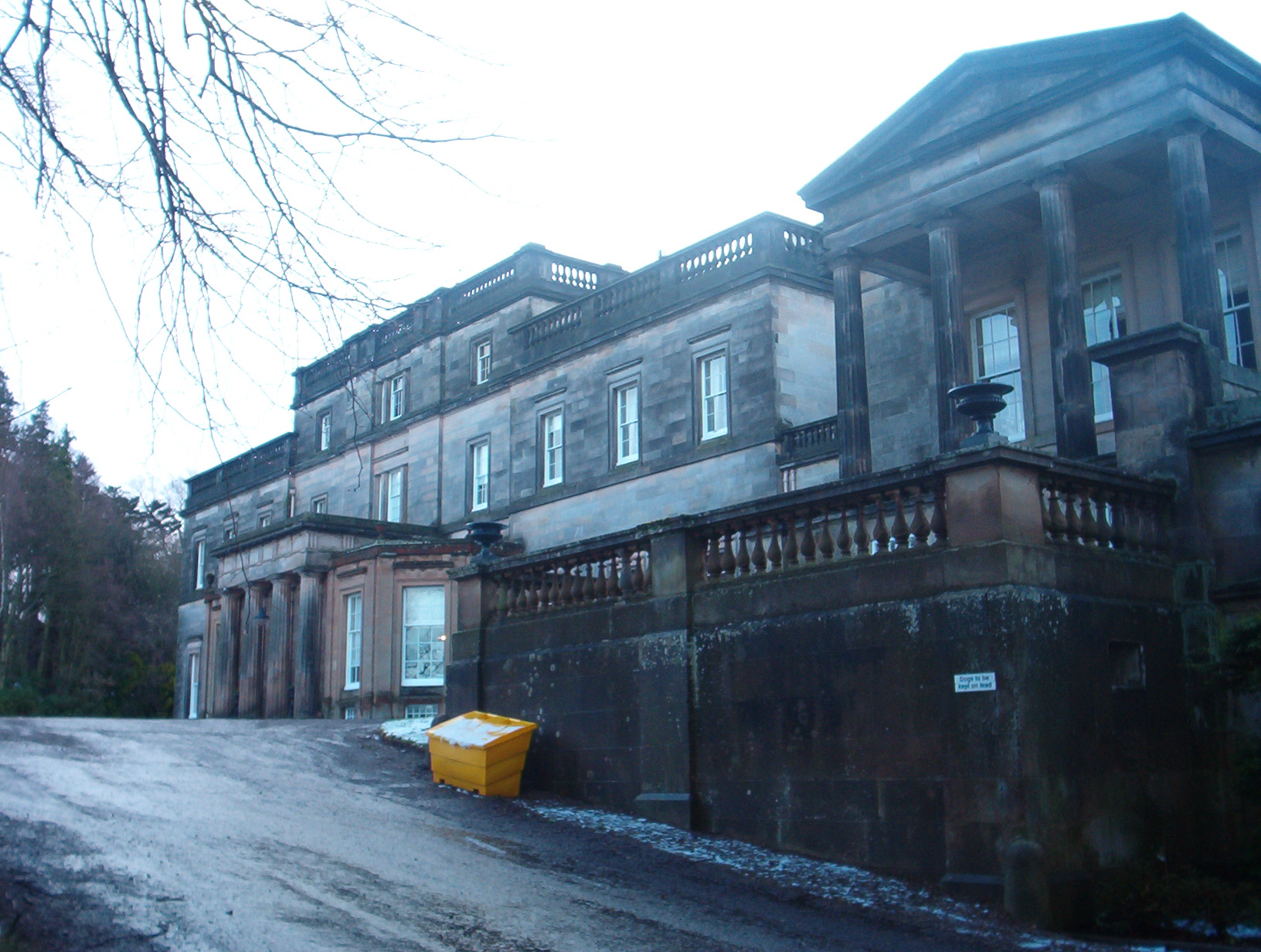
Casa Whittingehame
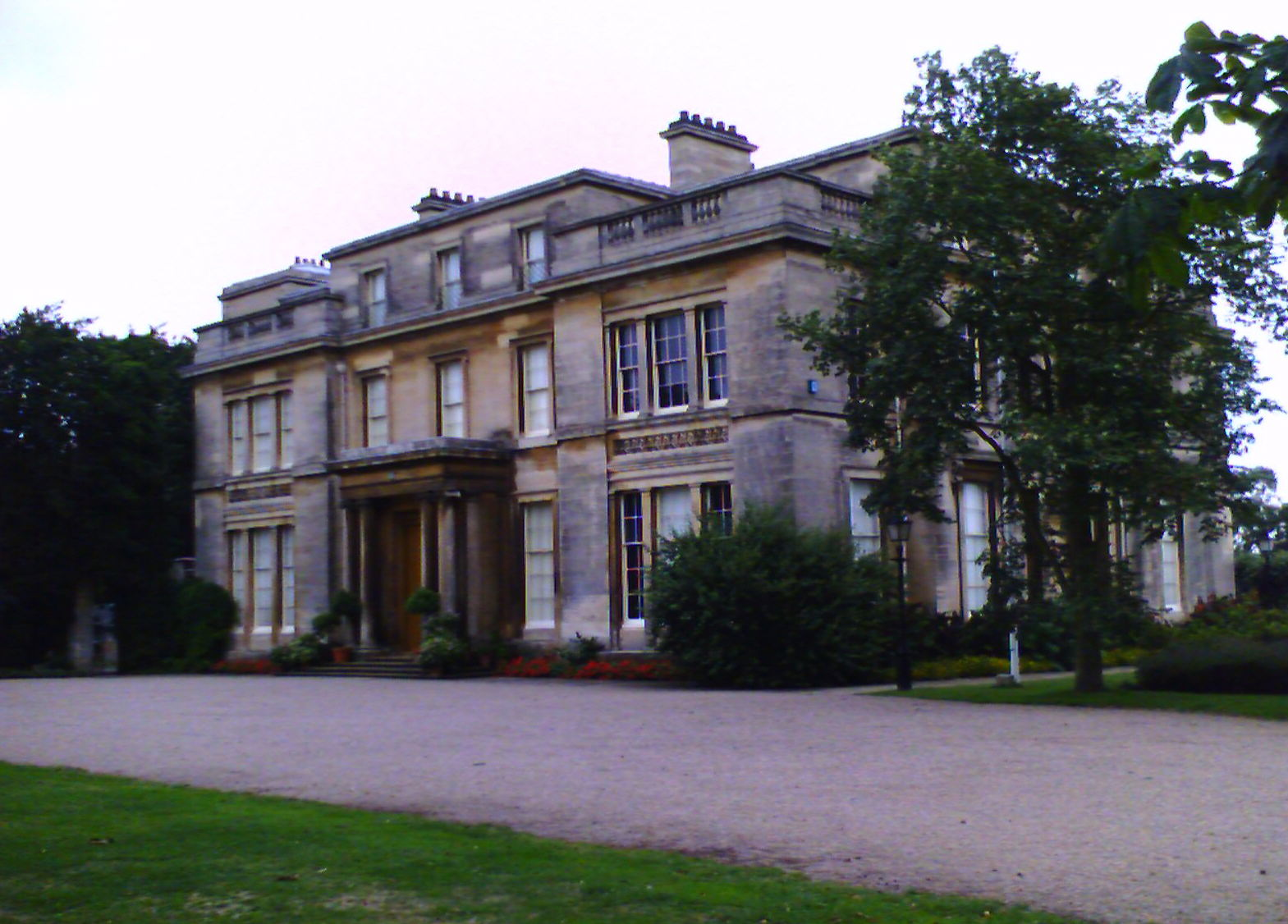
Normanby Hall
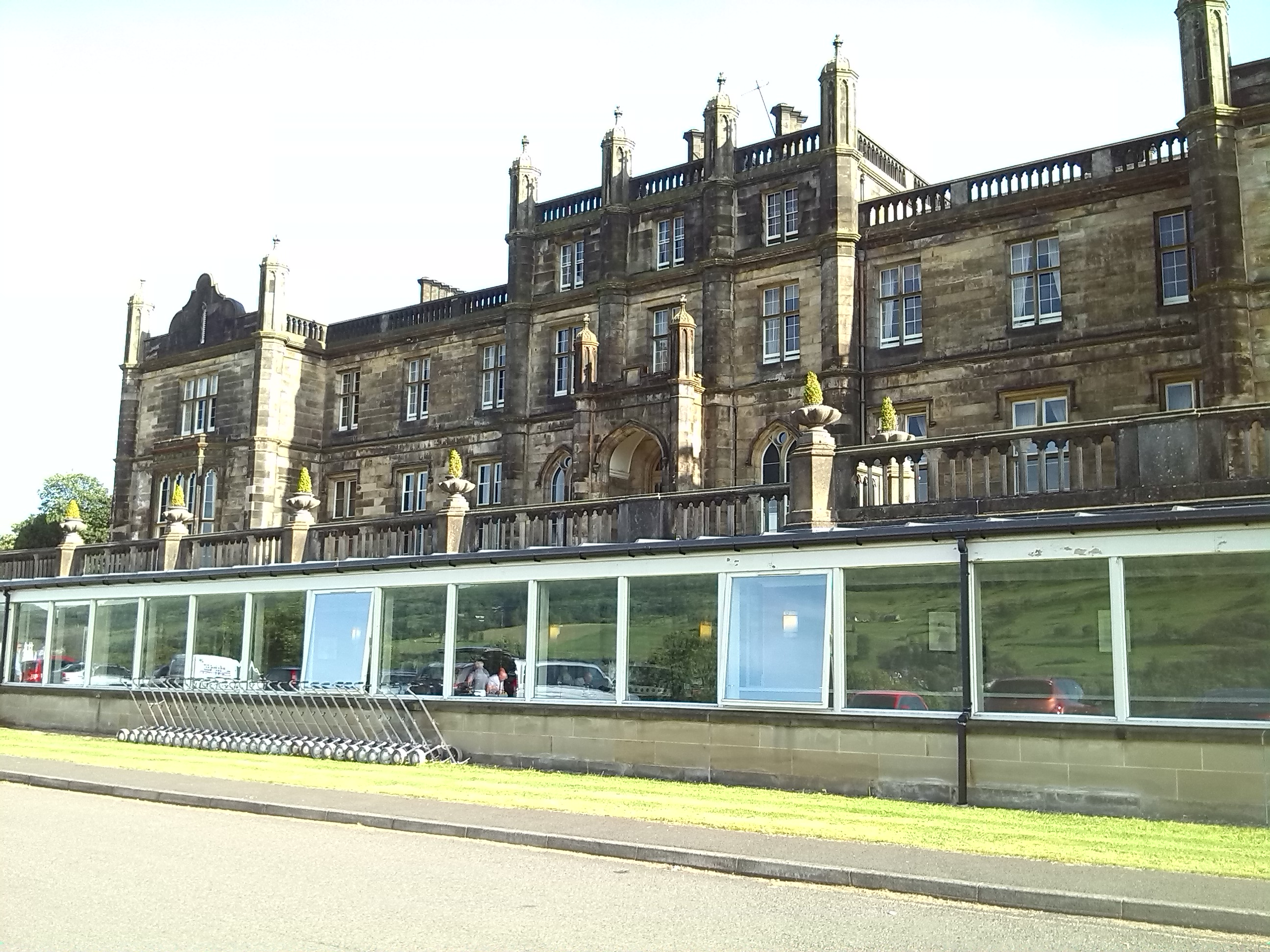
Casa Erskine
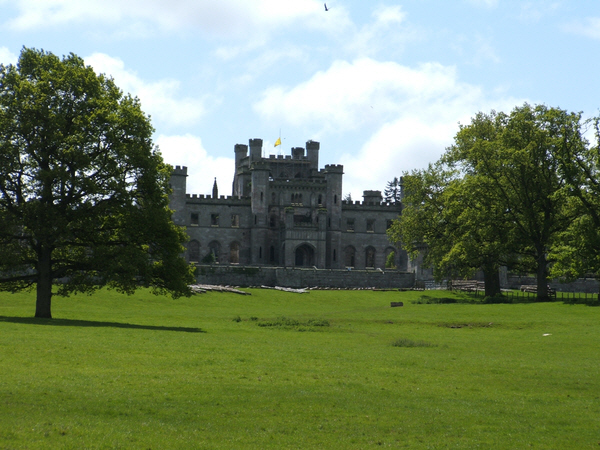
Castillo Lowther
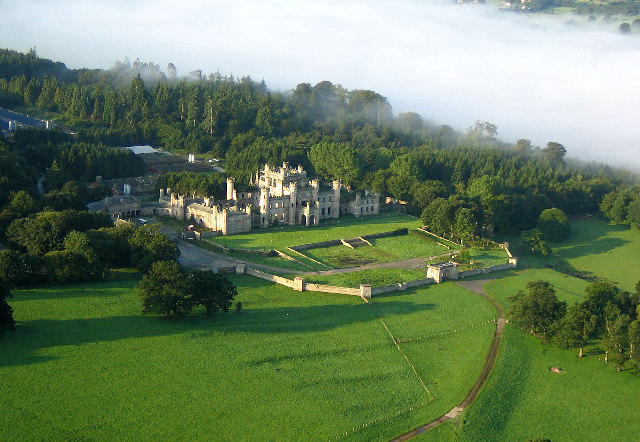
Castillo Lowther
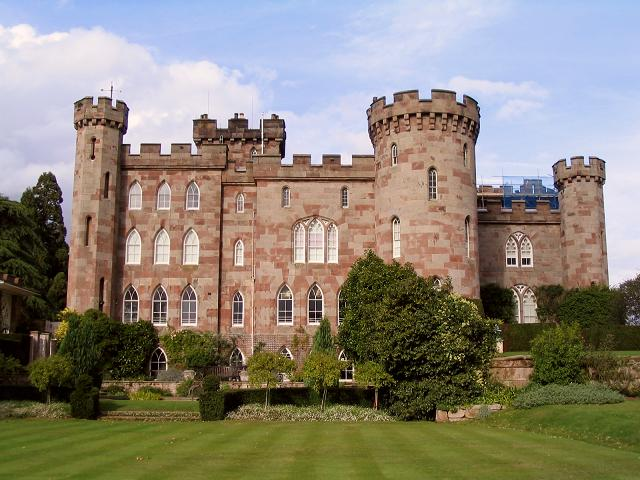
Castillo Cholmondeley
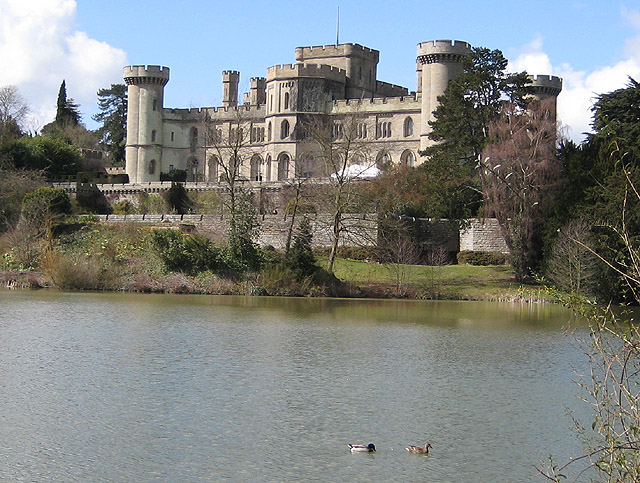
Castillo Eastnor
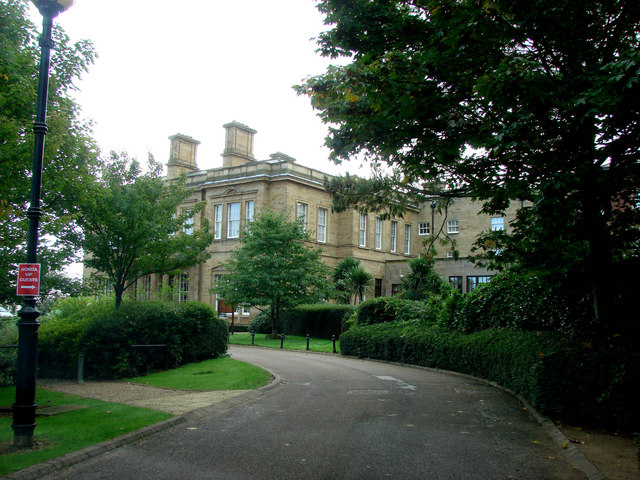
Oulton Hall
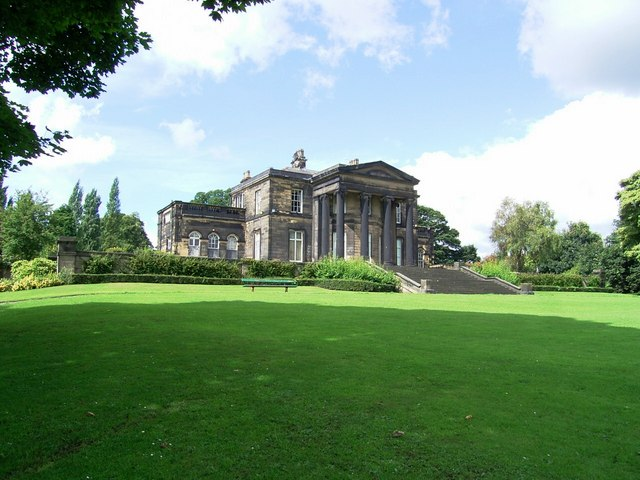
Casa Armley
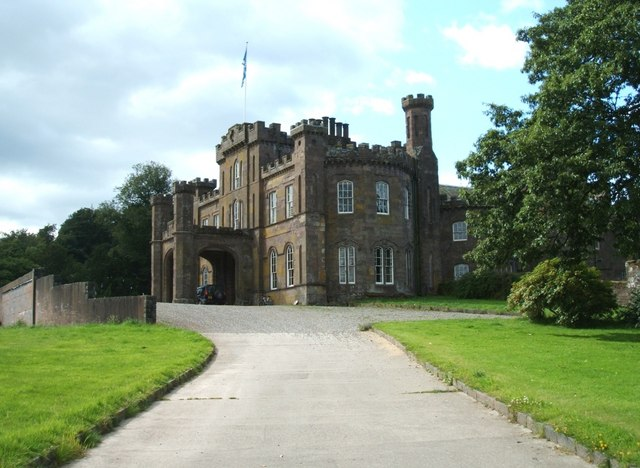
Castillo Strathallan

## Arquitectura eclesial
Smirke aconsejó a los miembros del Parlamento de las iglesias comisionarias sobre la construcción de nuevas iglesias desde 1818 en adelante, contribuyendo el mismo con siete edificios,: 104  seis de estilo neogriego y otra, la iglesia en Tyldesley, en estilo neogótico:
- Iglesia de Santa Ana, en Wandsworth (1820–1822).
- St John's, Chatham, Kent (1821–1822).
- St James, West Hackney (1821-1823) bombardeada durante The Blitz en 1940 y 1941 y más tarde demolida.
- St George, Brandon Hill, Bristol (1821–1823).
- Iglesia de San Jorge, Tyldesley (1821-1824).
- St Mary's, Bryanston Square, Londres (1821-1823).
- Iglesia de San Felipe, Salford, Gran Mánchester (1822-1824); una copía de St Mary's con solo variaciones menores.

Smirke también diseñó iglesias para clientes diferentes de los comisionarios, como:
- Capilla de Belgrave, Londres 1812, demolida ca. 1910.
- St Nicholas Strood, esta fue una reedificación en 1812 de una iglesia medieval, la torre que se ha conservado, en simplificado estilo clásico.
- Milton Mausoleum en Milton, Nottinghamshire (1831–1832) para Henry Pelham-Clinton, 4th Duke of Newcastle.
- La iglesia parrioquial de St. Peter en Askham, Cumbria 1832, en estilo neo-normando.

Arquitectura eclesial
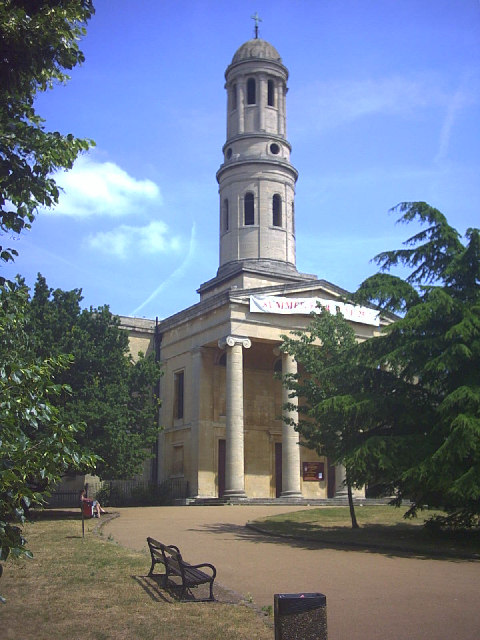
St Anne's Wandsworth
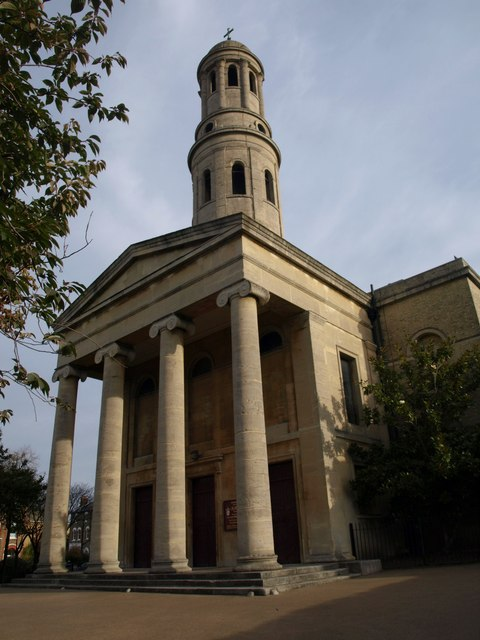
St Anne's Wandsworth
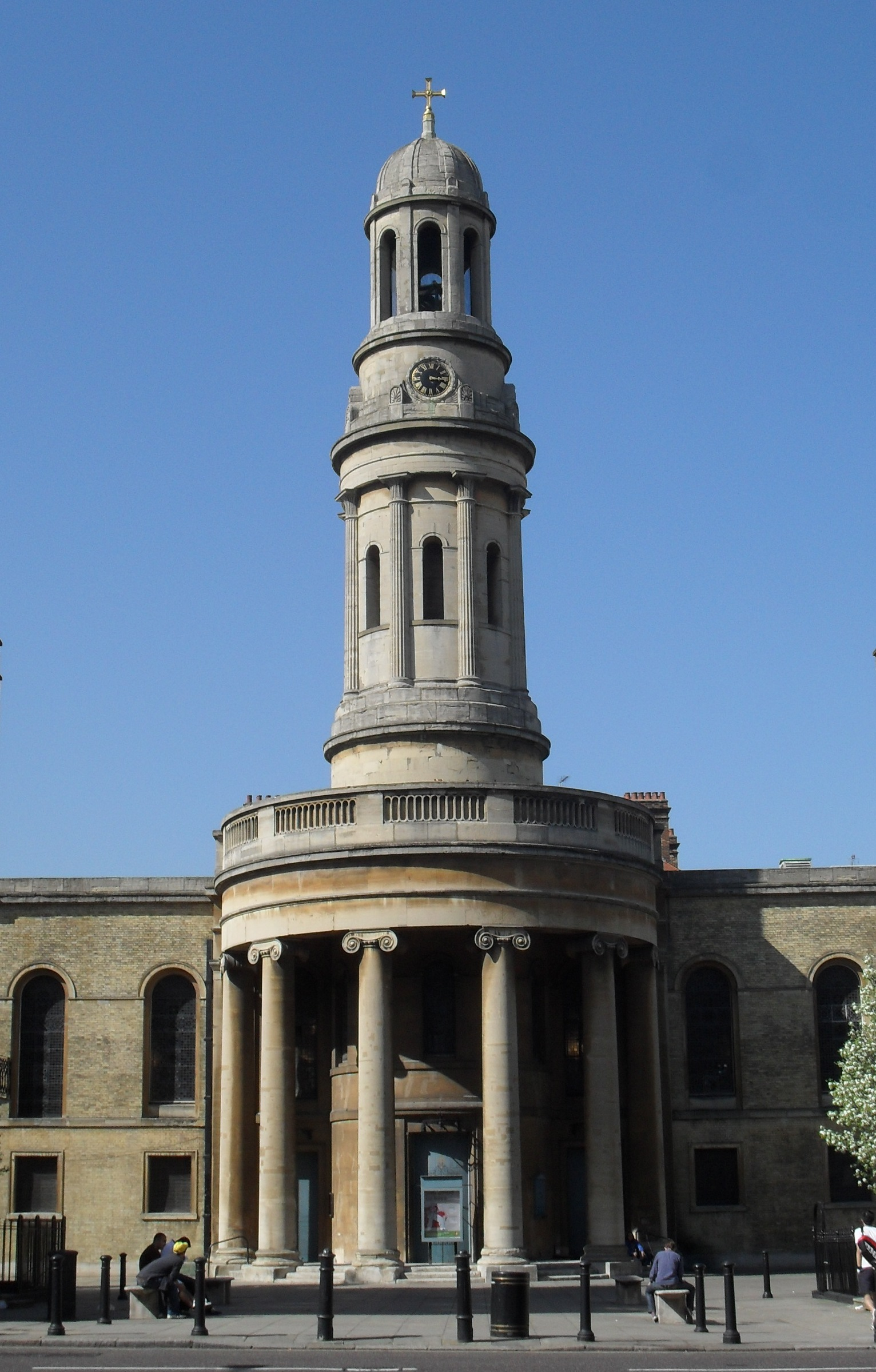
St Mary's Bryanston Square
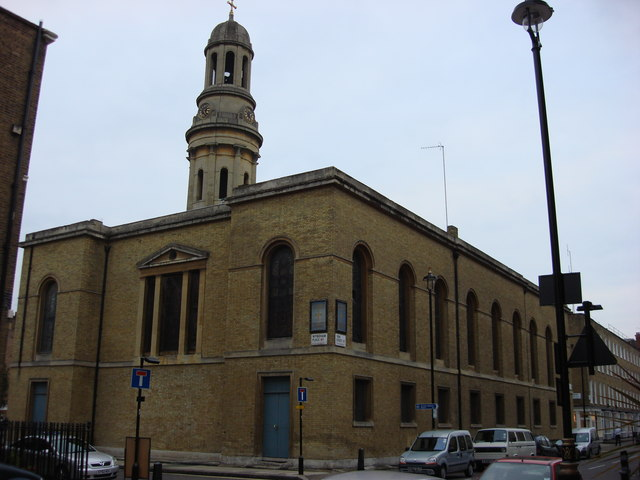
Iglesia de St. Mary, Bryanston Square
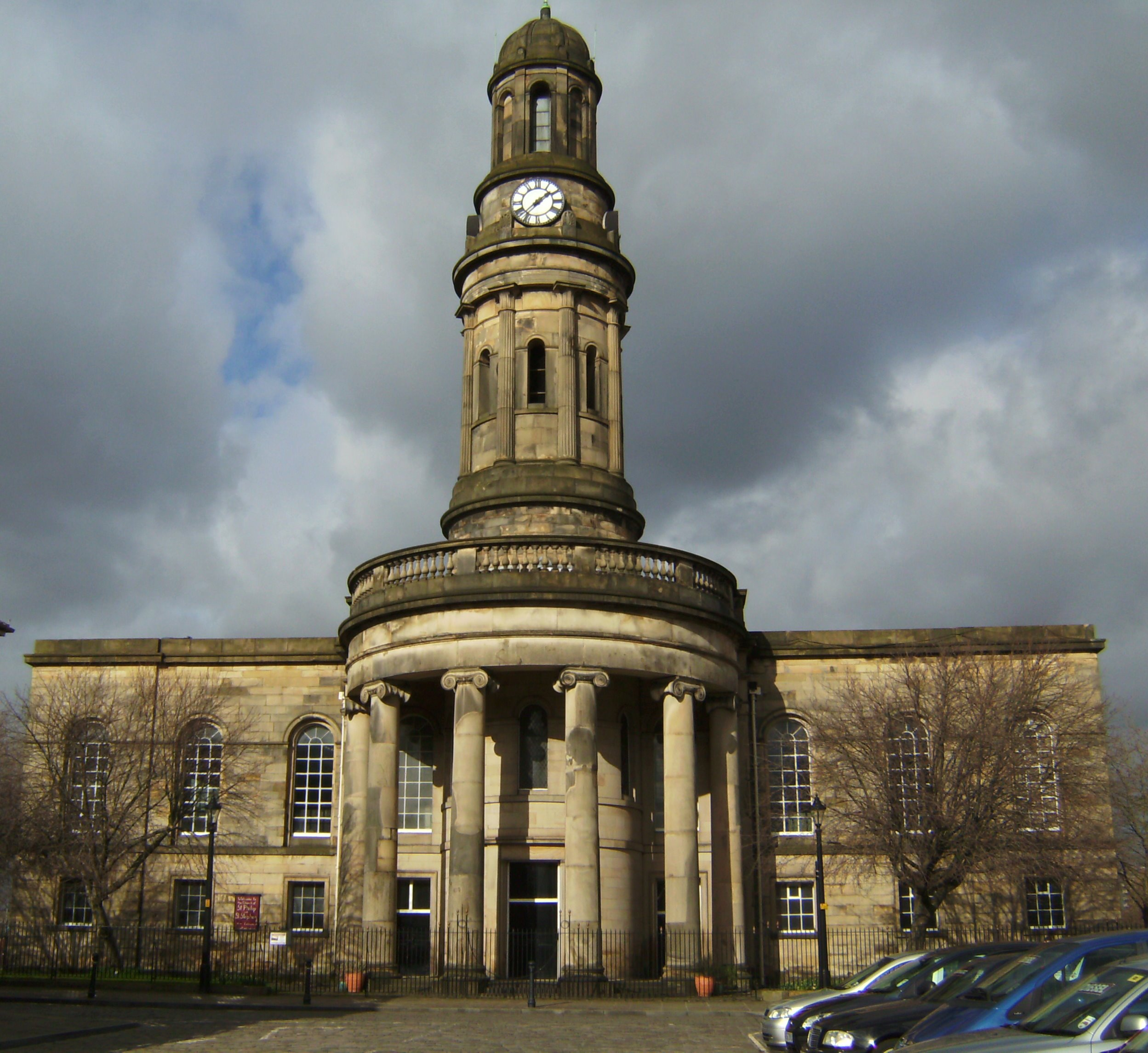
Iglesia de St. Philip, Salford
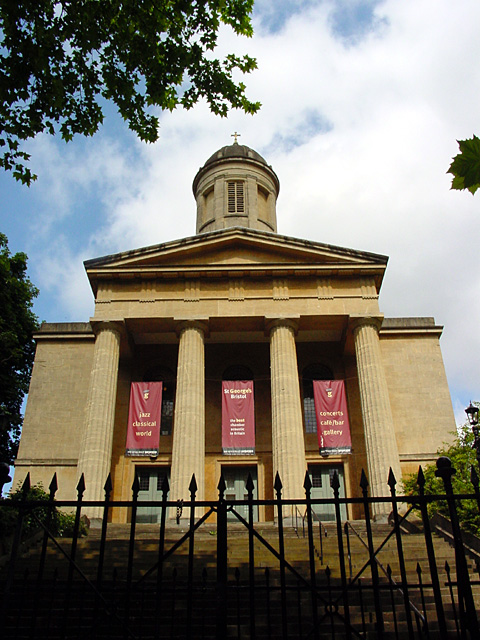
St George, Brandon Hill
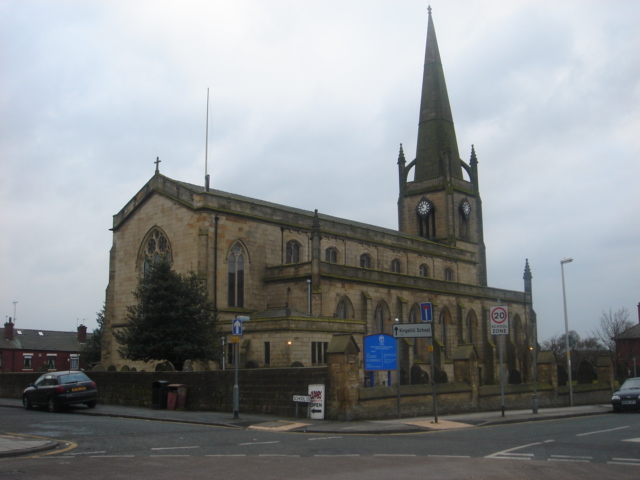
St George Tyldesley
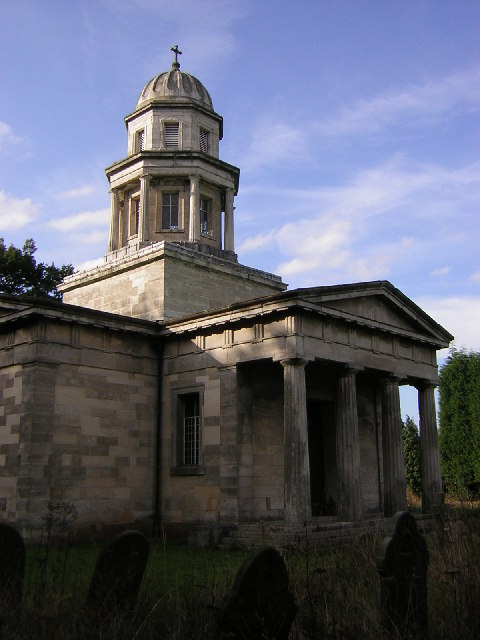
The Mausoleum Milton
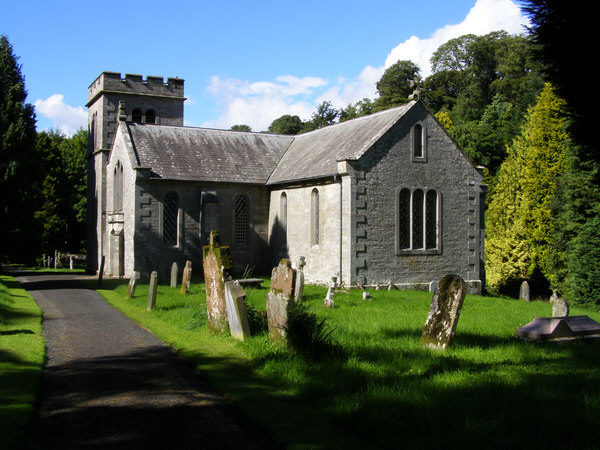
St. Peter's church Askham
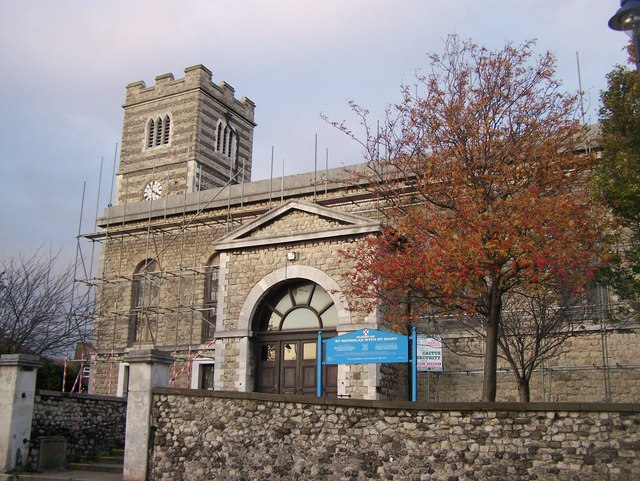
Iglesia de St. Nicholas, Strood
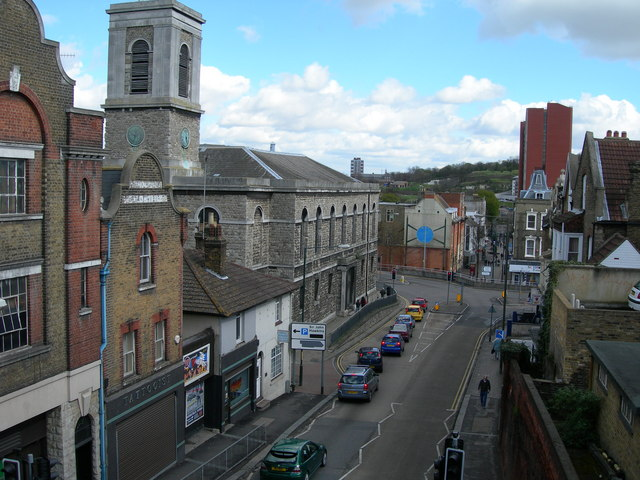
Iglesia de St. John, Chatham
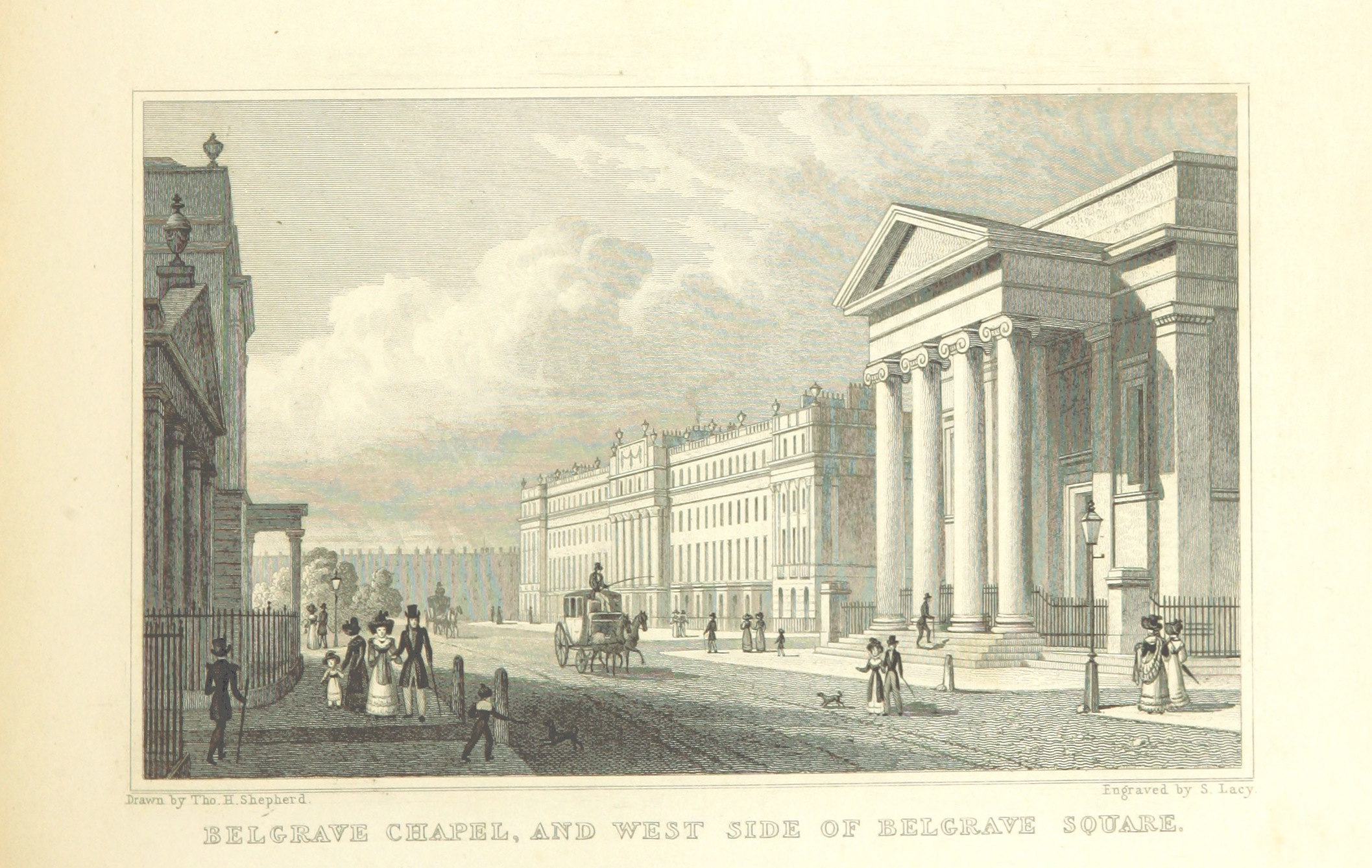
Capilla de Belgrave on the right, demolida ca.1910

## Obras de restauración

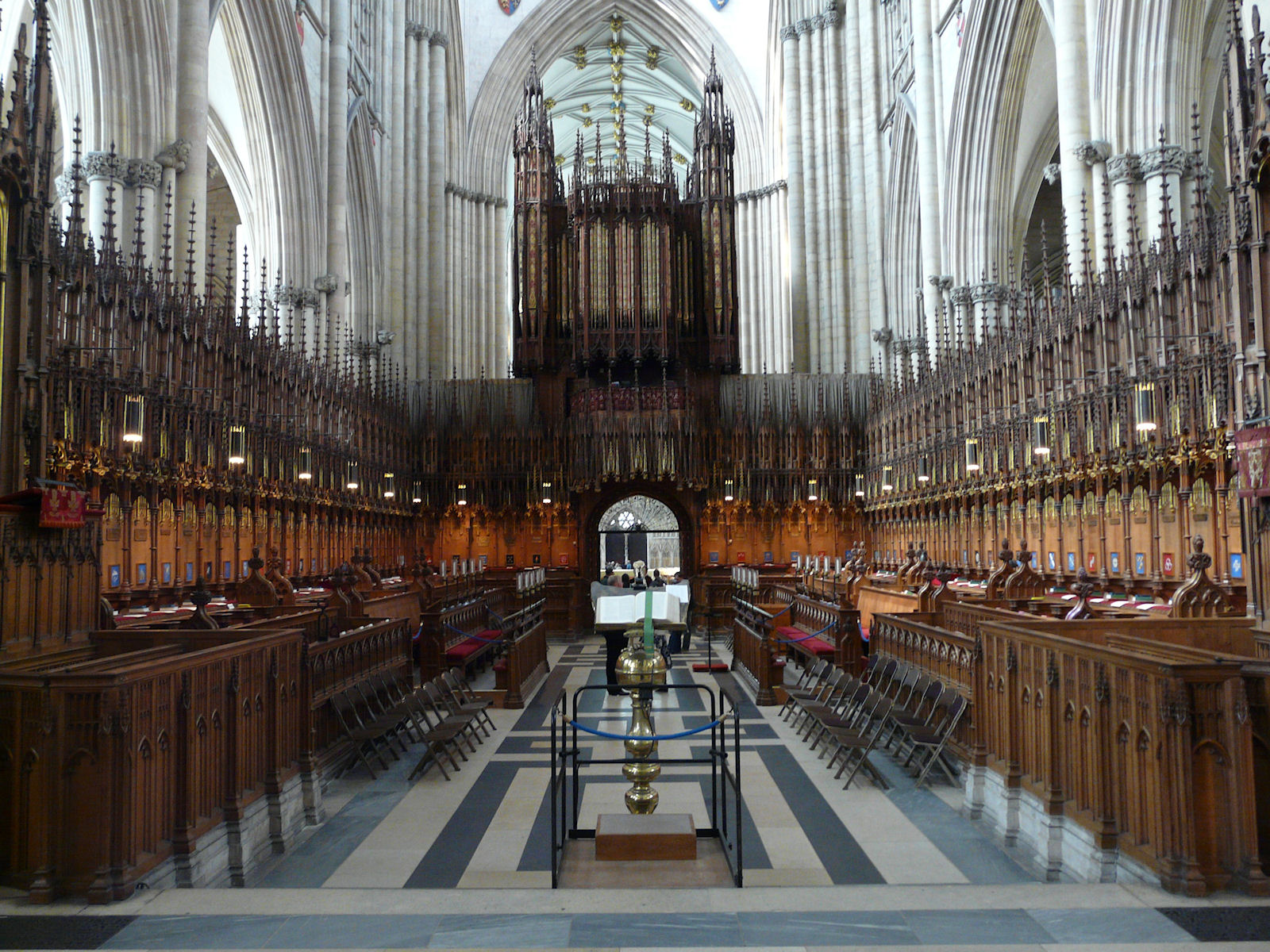
La sillería del coro de la catedral de York, recreación de Smirke de los originales, (1830-1832)

Smirke estuvo involucrado en la restauración de edificios, varios de ellos encargos que le llegaron a través de su puesto en la Oficina de Obras:
- Catedral de Gloucester (1807), la pantalla gótica detrás del altar mayor; eliminado en 1873.
- Catedral de Carlisle (1809–1811), reparaciones y reforma de la Fratry.
- Castillo Powis (1815–1818), restauración de las almenas, montantes de lasventanas, etc.
- Capilla Savoy (1820–1821), rreconstruyó el muro sur y añadió la torre oeste.
- Biblioteca Bodleiana, Oxford (1830) reparó las cubiertas e insertó un nuevo techo en la sala de lectura superior en las escuelas cuadranglo.
- Clarendon Building, Oxford (1831) adaptó el interior como oficiana de la universidad.
- York Minster después de atauq provocado a la chancel de la catedral en 1829, Smirke supervisó la restauración (1830-1832),[26] que supuso la reconstrucción de las cubiertas y bóvedas más la reconstrucción de la sillería del coro stalls
- Palacio de Westminster, (1834–1837), rehízo el interior de Westminster Hall tras el incendio de 1834 y erigió una casa temporal de los Lores dentro (1835-1838).
- Banqueting House, en el antiguo Palacio de Whitehall (1835–1838) reparaciones y alteraciones internas.
- Mansion House, London (1836), rediseño de las escalinatas externas del pórtico.
- Palacio de Saint James (1836–37) readaptó el interior de la Capilla Royal.
- Serjeant's Inn (1836–39), una amplia labor de reconstrucción, destruida en 1940 durante el Blitz de Londres.